# 단칸방의 침략자!?
"단칸방의 침략자!?'(일본어: 六畳間の侵略者!?)는 타케하야가 쓰고, 뽀코가 삽화를 담당한 일본의 라이트 노벨이다. 2010년 6월부터 HJ 문고 특설 사이트에서 "애니메이션화하고 싶어! 프로젝트'라는 제목으로 실버 링크에서 제작한 프로모션 무비가 공개되었다. 2013년 12월 20일부터 아리이케 토모사네가 코믹 단간에서 만화를 연재하고 있다. 2014년 7월부터 9월까지 텔레비전 애니메이션이 방송되었다.

## 스토리
아버지의 전근에 따라 고등학교 입학과 동시에 독신 생활을 하게 된 사토미 코타로는 유령이 출몰한다는 이유로 입주자들이 모조리 단기간에 이사를 간 '월 5000엔에 보증금 없는' 준공 25년 된 코로나장의 106호실에 이사하게 된다.
입학식 날 밤 코타로에게 유령인 히가시온간 사나에가 나타나서 106호실의 원주민 권리를 주장하고 사토미 코타로를 쫓아 내려고 한다. 다음날에는 106호실의 창문을 뚫고 자칭 마법소녀 니시노 유리카가 나타나고 그 다음날에는 다다미 아래에서 고대 문명 지저인의 후예를 자칭하는 쿠라노 키리하가, 그리고 그 다음 날에는 벽에서 우주인인 신성 포르트제 은하황국 7공주 티어밀리스가 각각 이유를 내세우며 106호실을 점거하기 위해 난입한다.
한때 지구 멸망의 위기에 빠지지만, 소란을 우연히 들은 집주인 카사기 시즈카가 압도적인 무력으로 소란을 진압하고 평화적으로 대결하는 코로나장 육전규정을 체결한다.
106호실에서 게임을 하면서 서로를 인정하게 되고 각각의 적을 협력하여 격퇴하게 된다. 그리고 발렌타인 데이 전후로 각각의 관계가 급변하여, 임시 적대하고 있던 클라리오서 다오라 포르트제와 아이카 마키, 휘말린 사쿠라바 하루미도 동료가 된다.
거기에 호응해서인지, 사악한 마법소녀와 지저인의 급진파, 포르트제 군비확장파가 손을 잡고 싸움은 치열해진다.

## 등장인물

### 코로나장 106호실 관계자
사토미 코타로(里見 孝太郎)
성우 - 나카무라 유이치
주인공. 아버지 유이치로의 갑작스러운 전근으로 고등학교 입학과 동시에 월 5000엔의 코로나장 106호실로 이사하게 된 고교 1학년이다. 중학교 시절 야구부에 소속되어 있었지만, 진학과 동시에 야구를 그만두고 사쿠라바 하루미를 도운 것이 계기로 뜨개질 연구회에 입부한다.
충동적인 인간으로 자타가 머리가 좋지 않다고 인식하고 있으며, 세세한 배려를 하지 못하고 여성에 인기 없는 타입이라고 생각되고 있다. 그러나 마츠다이라 켄지는 "극소수의 매력적인 여성이 코타로에 반하는 타입"이라고 했으며, 대부분의 히로인이 호의를 가지고 있다. 이것은 무의식적으로 다른 사람에게 상냥한 태도를 취하고 있으며, 다른 사람이 정말 싫어할 만한 태도도 취하지 않고 함께 있으면 안심할 수 있기 때문이다. 또한 처음에는 상대의 기분을 생각하지 않는 부분도 있었지만, 침략자 소녀들과 보내면서 없어졌다. 그리고 '백은의 공주와 청기사' 제2장 공연 후에는 과거의 경험으로 정신적으로 급성장하고 상대의 기분이나 입장을 생각한 언동을 하게 된다. 어머니를 눈앞에서 잃은 경험으로 인해 "필요 이상으로 사람과 친해 지지 않거나', '친한 인간 이외에 의지하지 않는" 등 나쁜 버릇이 있다. 그러나 이것은 침략자 소녀들의 친절에 감동하여 점차 해소되고 있다.
아버지로부터 돈을 받고 있지만 그 돈에 손을 대지 않기 위해 유적 발굴 등의 아르바이트를 하고 있다. 코로나장으로 이사한 것은 월세가 저렴하기 때문이다. 부자(父子) 가정에서 자란 영향으로 가사는 나름대로 잘한다.
시내에서 발견된 유적의 발굴 작업 중에 고대 문명의 유물이라고 생각되는 석상을 발견한 이후 106호실의 점거를 노리고 차례로 난입해 오는 진객에 계속 시달리고 있다. 처음에 코타로는 히가시혼간 사나에를 악령, 니지노 유리카를 주변에 폐를 끼치는 취미를 가진 사람, 쿠라노 키리하를 음험한 책략가, 티아를 제멋대로 구는 황녀라고 인식하고 있었다. 그러나 106호실을 놓고 싸우는 동안 각각의 문제를 해결하면서, 히가시혼산 사나에를 부모와 만나게 하고, 니지노 유리카는 평범한 소녀로 함께 고등학교를 졸업하고, 쿠라노 키리하는 첫사랑과 만나게 해주고 싶다고 생각하게 되었다.
7.5권, 8.5권에서는 클란의 초시공반발탄에 의해 2000년 전의 포르트제로 타임 슬립하여 쿠데타가 일어난 직후의 알라이아 쿠어 포르트제를 도와 활약한다. 그리고 2000년 전의 포르트제에서 돌아오면서 20년 전의 엘파리아 쿠어 포르트제와 10년 전의 쿠라노 키리하를 만났다.
발렌타인 데이 전에 "받을 수 있는 의리 초콜릿이 한두 개"라고 했지만, 진심 초콜릿을 받고, 클래스메이트의 분노를 사 버린다.
티아에게 청기사란 정체를 들킨 후 루스의 부탁을 계기로 사토미 기사단을 결성한다.
원래 체육부였기 때문에 운동 능력이 뛰어나다. 그리고 연극을 위해 배워 놓은 포르트제 유검술도 있으며, 맨몸으로도 나름대로 전투 능력이 있다. 또한 수수께끼의 흰 마력의 힘을 빌릴 때는 집합체의 유령과 클라리오서 다오라 포르트제의 배리어, 아이카 마키의 방어 마법 등을 가볍게 돌파할 수 있을 정도의 강력한 힘을 발휘한다. 그리고 과거 포르트제에서 반년 간 보내고 그동안의 실전 경험을 바탕으로 칼 솜씨가 급격히 상승한 것과 히가시혼간 사나에의 영시 능력과 영력 조작, 니시노 유리카의 방어 마법, 쿠라노 키리하 장갑, 티아의 갑옷, 그리고 마법의 검 시그날틴을 통해 마물이나 기동 병기를 가리지 않는 전투 능력을 얻었다. 그러나 코타로 자신은 "자신이 굉장한 것이 아니라 자신에게 힘을 빌려주는 사람들이 대단하다"라고 인식하고 있다.
니지노 유리카(虹野 ゆりか)
성우 - 오오모리 니치카
106호실의 창문을 뚫고 갑자기 난입해 온 마법소녀. 사랑과 용기의 프린세스 ☆ 마법소녀 레인보우 유리카를 자칭하였지만 코스튬 플레이어 취급받으며 제대로 이야기를 들어주지 않는 상태가 계속되고 있었다. 그러나 나중에 106호실 내에서 전투가 일어날 때마다 결계를 치고 보호하고 있던 것이 판명돼서 마법을 사용하는 진정한 마법소녀임을 증명된다.
갈색 머리를 트윈 테일로 하고 있으며, 체형은 평균. 신장 159cm, 쓰리 사이즈는 B84 / W60 / H83。
소심한 데다가 우유부단한 성격이며, 유령인 사나에를 무서워하고 어려운 상황에서 빨리 도망가려고 한다. 이럴 때는 사토미 코타로를 희생양으로 내세우려고 하는 등 사랑과 용기의 마법소녀답지 않은 행동을 한다. 또한 사생활도 엉망이며, 지각을 자주하며 성적도 나쁘다. 그러나 106호실에서 지내는 동안 정말 어려운 일에도 도망가지 않는 용기를 갖게 되었다.
포르사리아 마법 왕국에서 나오는 마법소녀 월급으로 생활하고 있다. 하지만 최근의 엔고 경향과 과거에 부순 건물의 수리 비용 등으로 사용할 수 있는 액수가 대폭 줄었고 순정만화의 구입을 멈추지 않기 때문에 돈에 거의 여유가 없다.
1년 전, 마법의 소질이 있었기 때문에 마귀에게 습격받았을 때 선대 마법소녀 레인보우 나나에게 구조된다. 그 후, 마력의 제어를 위해 나나에게 마법을 배운 후에는 호적이 없는 나나의 조수 역할을 하고 있었다. 그러나 3월(이야기의 시작 한 달 전)에 다크니스 레인보우의 인질이 되어버린 자신을 구하기 위해 마력을 개방하고 다시 마법을 사용할 수 없게 된 레인보우 나나의 뒤를 이어 마법소녀가 된다. 하지만 마법소녀가 된 직후 싸움을 무서워하고 도망치는 행동을 했다. 그러나 임무를 성실하게 하고 있었기 때문에 106호실의 방대한 마력을 다크니스 레인보우가 노리고 있다는 것을 알게 된 뒤 사토미 코타로 앞에 나타나 '이 방에 모여있는 마력을 노리는 나쁜 사람이 있어서 위험하기 때문에 한시 빨리 이곳을 떠나야 한다'고 주장한다. 그러나 이야기의 내용이 엉뚱한 데다가 코스프레 밖에 안 보이는 의상과 유리카의 약한 성격, 이기적인 행동 때문에 무시당했다. 그러나 사쿠라바 하루미와 친구가 된 것과 침략자들의 문제 해결을 멀리서나마 지원함으로써 조금씩 정신적으로 강해진다. 그리고 아이카 마키가 공격했을 때는 다른 사람들이 말려들지 않도록 스스로 싸움 장소로 갈정도로 성장했다. 이 때 다른 사람들에게 마법소녀라고 인정받지만 아이카 마키가 떠날 때 마법으로 그 소동의 기억을 지웠기 때문에 다시 코스프레 취급 당한다. 하지만 사토미 코타로의 생각을 알게 된 니지노 유리카는 다른 사람들이 말려들지 않도록 자신에 대한 오해를 풀지 않고 이후 마법소녀란 걸 들키지 않으려 하고 있다. '백은의 공주와 청기사' 제2장 공연 후 코타로에게 마술 지팡이 엔사이클로피디어를 받게 되고 마법소녀로 인식된다.
사쿠라바 하루미가 사토미 코타로에게 호의가 있다고 털어 놓아서 협력을 약속하지만, 마키의 습격 때 자신도 사토미 코타로를 좋아하게 되어 버린다.
발렌타인 데이에는 새로 나온 라면을 사서 10엔 초콜릿 밖에 살 수 없게 되고, 발렌타인을 미워하게 된다. 그 10엔 초콜릿은 사토미 코타로에게 주고, 매우 동정을 받았다.
마야의 습격 때 드디어 다른 사람에게 진정한 마법소녀로 인식된다. 또한 사토미 코타로, 사쿠라바 하루미와 같은 대학에 가려고 하기 때문에 사토미 코타로에게 매일 정도가 심하게 공부를 배우고 있다.
다양한 계통의 마법을 높은 수준으로 사용할 수 있는 만능 타입이다. 침략자들의 전투가 일어날 때마다 결계를 치고 보호하며 재산 피해를 최소화하는 숨은 공로자이지만, 그 노력이 결실을 맺는 경우는 거의 없다. 또한 전면에서 싸우는 사토미 코타로에게 방어 마법을 걸어 피해를 적게 하고 있지만, 이것도 알아차리지 못했다. 엔사이클로치디어를 손에 넣은 후 "주문도 수인도 집중도 필요 없는 마법의 지팡이로 적의 움직임을 방해하면서 원래 가지고 있던 지팡이로 공격'하는 매우 상대하기 어려운 방식을 확립시킨다. 그리고 진짜 마법소녀로 인식되고 나서는, 대응 능력이 높은 만능 존재로 활약하게 된다. 특기는 독과 산성 구름.
쿠라노 키리하(クラノ キリハ) /倉野 桐葉
성우 - 타자와 마스미
106호실의 바닥이 열리면서 생긴 구멍에서 나왔다 "대지의 백성"을 자칭하는 고대 문명의 후예. 잃어버린 제단을 재건하기 위해 제단이 서 있던 장소인 106호실을 양보해 달라는 제안을 한다.
키가 크고 흑발을 허리까지 늘어뜨리고 있다. 반듯한 외모와 눈동자가 차분한 분위기를 만들고 있다. 작중에서 가장 가슴이 크다. 신장 168cm, 쓰리 사이즈는 B90 / W58 / H88
어른스러운 성격을 가지고 있으며 목적을 위해서는 수단을 가리지 않는다. 뒤에서 손을 써서 목적을 달성하려고 하는 책략가 타입이다. 그러나 코타로에 "의외로 귀여운 구석이 있다"고 불릴 정도로 속은 소녀이다. 하인으로 두 명의 명랑한 하니와(埴輪)인 카라마(성우 - 타케타츠 아야나)와 코라마(성우 - 유우키 아오이)를 데리고 있다. 가정적인 재주가 좋고, 106호실에서 루스와 함께 집안일을 담당하고 있다.
사토미 코타로는 처음에는 제단 건설을 승낙하지만, 제단을 재건한 후 정복된 땅을 되찾기 위한 대규모 침공을 계획하고 있다고 말하자 제의를 거부한다. 그 후 사토미 코타로를 신뢰하게 되었을 때 놀이공원 데이트에 초대한다. 그리고 그 자리에서 처음 만났을 때 했던 제안과 거절당하는 게 급진파를 억제하기 위한 책략이며 자신은 온건파로 평화로운 이민을 원하는 것과 지상 침략의 지휘관이 된 건 어렸을 때 지상으로 가출했을 때 만난 첫사랑의 소년과 다시 만나고 싶어서였다는 것을 털어 놓고, 사토미 코타로에게 도움을 요청한다. 그리고 양해를 얻은 후에는 사토미 코타로를 교제할 수 있는 친구로 인식하지만 무의식 중에 사토미 코타로를 첫사랑으로 보고 만약 첫사랑이 없었으면 사토미 코타로에 호의를 품었을 거라고 생각하게 된다.
발렌타인 데이에는 첫사랑을 위해 만든 초콜릿을 사토미 코타로에게 주고 연인 놀이를 한다.
이후에 첫사랑이 과거로 날아간 사토미 코타로인 걸 알고 고백한다. 그러나 침략자 소녀들이 안고 있는 문제를 해결할 때까지는 똑같은 사토미 코타로에게 이전처럼 행동한다고 말했다. 이후 때때로 어릴 적 키이의 모습으로 코타로를 만나게 된다. 그리고 급진파와의 투쟁 종결 후 신부 복장으로 나타나 사토미 코타로의 인생을 침략하겠다고 한다.
전투 시에는 카라마와 코라마 등의 지저인의 무기를 사용한다. 지저인의 과학은 현대 무기를 넘어 있지만, 포르트제 기술에는 이길 수 없다. 그러나 포르트제 기술은 영력을 취급할 수 없기 때문에 티아를 상대할 때 영력 공격을 중심으로 싸웠다. 주 무장은 영력으로 불꽃과 번개를 조종하는 장갑이지만, 갑옷이 손상된 코타로에 넘겨줬다. 그리고 자신은 높은 운동 능력으로 전면에 나서는 것이 아니라 냉정한 판단력과 두뇌 회전을 살려 뒤에서 지시를 하는 참모 역할을 한다. 그 지력은 놀라울 정도이며, 마법소녀의 예지능력을 지력만으로 몰아낸 적도 있다.
티어밀리스 그레 포르트제(ティアミリス・グレ・フォルトーゼ)
성우 - 나가나와 마리아
106호실 벽에 출현한 워프 포인트에서 나타난 신성 포르트제 은하 황국 제7황녀. 풀네임은 '티어밀리스 그레 마스티르 사그라다 본 포르트제'로 애칭은 '티아'. 포르트제 황국의 황위 계승권을 얻는 의식으로써 우주 공간의 특정 지점을 정복하는 임무를 맡았다. 일반적으로 이 의식은 아무것도 없는 공간에 깃발을 세우면 완료되는데 공교롭게도 코로나장 106호실이 정복 지점으로 선정되어 버렸기 때문에 "주민을 학살하지 않고 황국 신민으로 따르게 한다"는 것도 조건이 되었다.
사나에보다 약간 큰 정도의 작은 체구를 가지며 금발에 푸른 눈을 한 소녀. 작중에서도 순위를 다투는 빈유.(대항마는 샤를). 신장 150cm, 쓰리 사이즈는 B76 / W59 / H76
형편이 좋지 않은 어머니를 빨리 지원하기 위해, 그리고 권력 다툼으로 마음이 편안할 틈이 없었기 때문에 등장했을 무렵엔 제멋대로인 황녀 그 자체의 성격을 가지고 있었으며, 분노할 때마다 이성을 잃고  코타로를 날려 버리려 할 정도였다. 하지만 코타로 일당과 어울리고, 코타로의 자신과 하루미 대한 태도를 신경 쓰면서, 자신이 공주로 부적절한 언동을 하고 있음을 알게 되고, 포르트제 황족에 적합한 인간으로 성장해 간다.
원래는 문명 수준이 뒤쳐진 코타로를 '원시인'으로 인식하고 있었다. 그러나 침략자들의 문제를 해결해 나가는 가운데 그 인식을 바꾸어 나가고, 코타로를 신뢰하는 동시에 친구로 인식하게 된다. 하지만 동시에 코타로가 하루미에게 경의를 품고 공주처럼 대하는 반면, 자신에 대해 전혀 존중하지 않는 것에 대해 고민하게 된다. 그 후 문화제에서의 클란 습격 때 코타로가 포르트제 기사로 적합한 행동을 보인 것이나 클란 격퇴에 활약한 것에서 '티어밀리스의 청기사' 칭호와 자신이 출생 시에 받은 사그라틴을 코타로에게 준다. 이를 전후하여 코타로의 신뢰와 우정이 연정으로 변화하는 나날을 보내는 중 그것이 점차 커져서, 클란의 재습격 시에는 포르트제의 기사가 아니라, 단순히 개인으로서 코타로를 필요로 하고 있다는 것을 자각한다. 그러나 스키 합숙 때 자신과 코타로의 사이에 아이를 낳을 수 없다는 것을 알게 되고 심하게 우울해진다. 하지만 루스의 약혼자 소동 후 루스에게 "아이를 만들지 못하는 이상 행복을 둘이서 주자"라고 설득 당한다.
발렌타인 데이에는 루스와 둘이서 만든 사그라틴 모양의 초콜릿을 코타로에게 주며 '진심이 담긴 초콜릿'이라고 말한다.
어머니이자 황제인 엘파리아가 쓰러진 것을 알고 침략을 포기하지만 코타로의 협력을 통해 106호실의 침략에 성공하고 황위 계승권을 얻고 포르트제로 귀환한다. 그러나 포르트제에서는 쿠데타가 발생하였으며, 엘파이아가 쓰러졌다는 정보 자체가 군부의 함정이었다. 엘파리아를 구출한 티아는 파르돔시하와 웬라인커의 협력을 얻어 쿠데타 군의 손이 닿지 않는 유일한 영지인 사토미 령으로 도망치고, 코타로에게 협력을 요청해 쫓아온 쿠데타 군을 격퇴한 후 코타로가 청기사이었음을 알게 된다.
코타로가 자신의 기사가 되고 나서는 '매일' 봉급을 전달하고 있다. 그 이유는 "공주님 기분을 맛보고 싶기 때문"이다.
전투 시에는 '청기사'라는 티아의 전용함에서 무기를 호출하여 공격한다. 코타로와 함께 싸우게 돼도 그것은 변하지 않고 포르트제의 무기로 공격을 담당한다. 또한 전선에서 싸우는 코타로를 위해 전용함 청기사의 메튜버슈트를 선물했다.
등장 직후 사나에가 치마를 들춰 올려, 일동 앞에서 묶인 상태의 추태를 보였다. 그리고 그 모습이 튤립과 비슷하여 곧 '튤립'이라는 불명예스러운 별명으로 코타로에게 불리게 되었다.
루스카니아 나이 파르돔시하(ルースカニア・ナイ・パルドムシーハ)
성우 - 하야미 사오리
티아의 호위관. 애칭은 '루스'. 티아의 의식 수행을 지켜보는 수행원이다. 따라서 106호실의 독점권을 둘러싼 당사자가 아니기 때문에 106호실 관계자 간에 체결된 '코로나장 육전규정'에 서명하지 않았다.
신장은 유리카와 비슷한 정도에 파란색 단발머리를 한 소녀. 본인 말로는 "빈약한 신체'를 하고 있다. 신장 155cm, 쓰리 사이즈는 B79 / W56 / H83.
분노하는 대로 폭주하는 일이 많은 티아와 달리 항상 침착하고 냉정이며, 협조성도 높다. 그러나 겁이 많아서 본인도 무관에 적합하지 않은 성격이라고 생각한다. 그 성격 때문에 106호실의 인간 중에 가장 신뢰할 수 있는 코타로에게 지갑을 맡기고 있다. 그러나 코타로가 잠꼬대로 루스와 장수풍뎅이를 착각해서 장수풍뎅이에 트라우마가 생긴다. 그리고 장수풍뎅이를 보면 이성을 잃고 시즈카(격투기 달인 수준)에 필적하는 엄청난 전투력을 발휘해서 파리채로 벌레를 섬멸하려고 한다.(기억은 남지 않는다).
처음에는 티아의 수행원으로 106호실에 나타났다. 따라서 코타로 및 기타 침략자와도 좋은 관계를 유지하고 있었다. 그러다 서서히 코타로에게 호의를 품게 되고, 결국 티아를 맡길 만큼 신뢰하게 된다(루스의 마음에 드는 타입은 "티아의 파트너가 될 수 있는 것"이다). 그러나 자신의 약혼자 사건 때 코타로가 자신의 약혼 이야기에 무관심하다고 생각되는 행동을 한 것, 티아에게 "우리와 코타로는 아이를 낳을 수 없다"고 말한 것, 그리고 자신의 상대는 코타로가 아니면 안 된다는 것을 알게 되고 심하게 우울해진다. 하지만 코타로가 전설의 청기사 본인임을 알게 되고 티아, 코타로와 세 명이서 행복해지기 위해 티아를 "아이를 만들지 못하는 이상 행복을 둘이서 주자"고 설득한다.
발렌타인 데이에는 티아와 둘이서 만든 사그라틴 모양의 초콜릿을 코타로에게 준다.
엘파이어가 쓰러진 것을 알고 티아와 함께 포르트제에 귀환한다. 그 직전에 클란에서 충고를 받고 물밑에서 쿠데타가 발생했다는 것을 알게 된다. 쿠데타 군을 격퇴한 후 코타로에게 사토미 기사단의 설립을 요청한다. 그 사토미 기사단의 부단장을 맡고 있다. 퍼스널 컬러는 노란색.
전투 시에는 포르트제의 무기를 사용해 공격한다. 또한 코타로와 함께 싸우게 되고 나서는 적의 공격 분석을 담당하게 된다. 또한 강대한 적(시즈카가 분장한 카부톤가 1호)을 물리 치기 위해 몸을 단련하게 된다. 원래 재능이 있었는지, 검술뿐이라면 코타로를 웃도는 기량을 보여준다.
사쿠라바 하루미(桜庭 晴海)
성우 - 타카모토 메구미
뜨개질 연구회 회장으로 2학년이다. 합격 발표 당일 뜨개질 연구회 회원 모집 중에 헌팅돼서 곤란해하고 있던 것을 코타로가 도와주고 그 인연으로 입부한 코타로와 둘이서 동호회 활동을 하고 있다.
검은 머리카락을 허리까지 뻗은, 미소녀. 몸이 조금 약하고, 때때로 병원에서 검사를 받고 있다. 신장 161cm, 쓰리 사이즈는 B80 / W55 / H79.
이성에 대한 면역이 없어서 코타로 이외의 남학생에게 한발 물러선 태도를 취하고 있다. 그러나 본성은 검사를 위해 다니고 있는 병원에서 아이에게 책을 읽어주는 상냥한 언니로 존경 받고 있다.
합격 발표 당일 코타로에게 도움 받으면서, 코타로를 조금 의식하게 된다. 그리고 뜨개질 연구회에서 함께 보내는 가운데 코타로 대해 연정을 품고 있지만, 낯가림하는 자신과 달리 코타로에게는 많은 친구가 있는 것이나, 코타로의 자신에 대해서 한발 뺀 태도 등을 걱정한다. 그리고 친구인 유리카에게 코타로 대한 연정을 털어 놓고 "공주님 취급이 아니라 유리카처럼 친근한 태도를 취해 달라고 하려면 어떻게 해야합니까?"라고 상담하고 조언을 받아 크리스마스 전에 그 염원을 실현한다. 연극 '백은의 공주와 청기사'에서 주연을 맡은 후 인기가 상승하고 여러 차례 고백을 받고 있지만 모두 거절하고 있다.
이마에 칼의 문장이 떠올랐을 때 신비한 힘을 발휘하고 코타로 일행을 원호 하지만, 본인은 그 사실을 기억하지 않는다.
발렌타인 데이에는 의리 초콜릿으로 위장한 진심 초콜릿을 코타로에게 준다.
마야와 대결 때 알라이아의 기억과 힘을 이어받아 시그날틴 튜너로 마법을 사용할 수 있게 되었다. 이 전투에서 침략자 소녀들의 정체를 알게 되고, 정식으로 합류하게 되었다. 그 후, 클란의 기술에 의해 병약한 체질은 개선되고 있다. 마법 사용시에는 머리카락이 은빛으로 빛나고, 전력으로 마법을 사용할 때는 알라이아처럼 머리가 흰색이 된다.
에는 강력한 시그날틴의 마력을 조정하고 그 잉여 마력으로 강력한 마법 공격을 한다. 또한 알라이아의 기억을 계승하고 있기 때문에 보통의 마법사로 활약이 가능하다.
클라리오서 다오라 포르트제(クラリオーサ・ダオラ・フォルトーゼ)
성우 - 타무라 유카리
신성 포르트제 은하 황국 제2황녀. 성명은 '클라리오서 다오라슈와이거 메르츠펜 포어 포르트제'로 애칭은 '클란'. 자신의 시련을 기다리는 동안 라이벌인 티아를 방해하기 위해 지구에 나타난다. 유명한 과학자이며, 전용함인 '오보루츠키'및 오보루츠키에 탑재된 소형 우주선'요람'에는 클란의 독자적인 기술이 사용되고 있다. "슈와이거의 달 '로 불린다.
담담한 푸른색 머리를 하고 안티크풍의 안경을 쓰고 있다. 신장 157cm, 쓰리 사이즈는 B75 / W55 / H81.
티아와 마찬가지로 처음에는 제멋대로인 공주였다. 그러나 과거 포르트제에서 코타로와 같이 싸운 것과 전설의 인물인 알라이아 일행과 보낸 것으로 인해 인간적으로 크게 성장한다.
사이가 나쁜 가문인 티아의 시련을 방해하려고 하지만, 그것을 코타로 일당에게 저지당한 것으로 인해 코타로에게 앙심을 품는다. 그리고 '백은의 공주와 청기사 2장' 공연 도중 코타로를 습격하지만 침략자 소녀들이 코타로를 엄호해서 패배한다. 최후의 수단으로 사용한 초 시공반발탄을 코타로가 베어서 코타로와 함께 2000년 전의 포르트제에 가게 된다. 처음에는 적이지만 협력하는 사이로 있었지만 2000년 전 세계에서 활약하는 코타로에게 조금씩 호의를 품게 된다. 돌아온 후에는 코타로에게 자신의 기사를 하라는 권유를 한다. 그 다음은 코타로의 답변을 기다리는 동안 지구에 머물면서 코타로에게 맡은 시그날틴의 연구를 하고 있다.
마야와의 대결 후 마키, 하루미와 함께 침략자에 동참한다. 시그날틴의 조사 · 관리 외에도 오보루츠키를 통해 106호실과 하루미의 방에 연결하고 하루미의 컨디션 관리도하고 있다.
전투 시에는 자신이 만든 무기를 사용한다. 동료가 되고 나서 무인 정찰기의 정찰 및 적의 컴퓨터의 조사 등 정보 수집 및 연락을 담당하게 되었다.
아이카 마키 / 다크 네이비(藍華 真希 / ダークネイビー)
성우 - 키토 아카리
포르사리아 마법 왕국의 비밀 결사 다크니스 레인보우의 간부 중 한 명. 레인보우 나나와의 싸움에서 행동 불능이 되지 않은 간부 두 명 중 한 명으로, 106호실의 마력의 정체를 알아내기 위해 킷쇼하루카제 고등학교 1학년으로 전학한다.
차분하고 의지가 강한 듯한 남색의 눈동자를 한 소녀. 신장 163cm, 쓰리 사이즈는 B81 / W59 / H84。
거짓말을 무엇보다 싫어하며, 자신은 결코 거짓말을 하지 않는다. 반대로 거짓말을 한 인물을 격렬하게 미워하며 화장을 '자신을 꾸미기 위한 거짓말'로 보고 싫어한다.
포르사리아의 빈민가에서 태어났으며 철들기 전에 노예 상인에 판매된다. 거기에서 탈출을 도모하지만 친구의 배신으로 실패했을 때 아이카 마키의 강력한 마력을 발견한 선대 다크 네이비가 도와준다. 마법으로 노예 상인과 옛 친구에게 보복한 후에도 서로 배신하고 이용하는 세계에 살고 있었다. 레인보우 나나와 전투(3월) 후 행동 불능이 되지 않은 간부로서 나나의 뒤를 이은 유리카와 싸웠다(3월 - 4월). 11월에 106호실의 마력을 알아 내기 위하여 킷쇼하루카제 고등학교 1학년으로 전입한다. 그러나 거기서 유리카의 환대를 받은 것과 유리카가 자신들을 마법소녀라고 주변에 설명하는 걸 보고 코스프레로 위장한 걸로 생각해서 유리카의 뒤에 우수한 브레인이 있을 거라고 착각한다. 그리고 유리카를 꾀어 결착을 내려고 하지만, 유리카가 걱정돼서 달려온 코타로와 사나에에 의해 실패하자, 미리 잡아둔 하루미로 위협한다. 하지만 하루미가 106호실의 마력 웅덩이에서 만든 검에 자신의 방어 마법이 통하지 않는 걸 보고 철수한다. 그 후, 106호실의 마력 웅덩이를 어느 정도 지배하에 두고 유리카와 코타로와 재대결하여 우위에 섰지만 코로나장 관계자들이 지원군으로 나타났기 때문에 궁지에 빠져 자신의 지팡이를 희생하고 지난 몇 시간의 기억을 지워서 퇴각한다. 이후 코타로를 브레인으로 착각하여 자신에게 거짓말을 한 것과  언동을 지시하여 자신을 혼란시킨 것, 106호실의 마력 웅덩이의 확보를 실패한 원인으로 격렬하게 미워하게 된다. 이듬해 2월 상순, 스키 합숙 직전에 새로운 지팡이가 완성되고 다시 활동을 시작한다. 스키 합숙 중 코타로에게 접근하여 106호실의 마력이 늘어난 원인 등을 찾으려고 하지만, 자신에게 거짓말을 하지 않는 코타로에게 당혹스러워 한다. 그 후, 근처의 산에 사는 마물을 사역마로 삼으려다 중상을 입지만, 코타로가 시그날틴과 마법 지팡이의 힘을 사용하여 목숨을 구해준다. 그리고 시그날틴의 힘으로 코타로의 마음에 깊이 이어졌으며, 코타로의 속마음에 자신과 같은 '울고 있는 아이'가 있던 것, 코타로가 자신에게 거짓말을 하지 않으며, 코타로의 거짓말이 자신을 위한 것을 알고 미움이 신뢰와 연정으로 변화한다. 코타로와 둘이서 마물을 쓰러뜨린 후 다크니스 레인보우의 동료에게 "강대한 힘을 가진 코타로와 싸우는 것은 좋은 생각이 아니며 오히려 아군으로 끌어들여야 한다"고 제안하고 유리카한테는 코타로를 자신들의 싸움에 말려 들게 하지 않도록 협조를 요청했다.
발렌타인 데이에는 '인기 없는 남자 동맹'에 진심 초콜릿을 유료로 만들어주겠다고 제의하였으며, 코타로에게는 남는 거라면서 무상으로 초콜릿을 전달했다.
정신 조작 마법과 격투가 특기이며, 기억을 지우는 마법을 걸어 적의 다음 수를 알아내고 그 틈을 찔러 공격하는 전법을 취한다.
카사기 시즈카(笠置 静香)
성우 - 스자키 아야
206호실에 살고 있는 코로나장 주인으로 사토미 코타로의 동급생이기도 하다. 또한 격투기의 달인(어린 시절부터 가라테를 해왔다)이며, 분노했을 때의 전투 능력은 작중에서 매우 높다.
머리를 포니 테일로 한 귀여운 소녀. 신장 165cm, 쓰리 사이즈는 B82 / W60 / H86。
붙임성 좋은 성격을 하고 있고, 호기심이 있으며 특히 연애 이야기에 사족을 못쓴다.
106호실에 사람 살지 않아 고민하고 있었으며 입주한 사토미 코타로에게 기대를 건다. 하지만 며칠 후 침략자들의 소동으로 106호실이 손상된 것에 격노하고 침략자들을 실력 행사로 진정시키고 불가침 조약으로 코타로 · 사나에 · 유리카 · 키리하 티아를 당사자로 하는 '코로나 육전규정'을 체결한다. 그 다음 자신도 106호실 싸움(게임)에 참여하면서 조금씩 친해진다.
몇 년 전에 부모님이 돌아가셔서 혼자 생활하고 부모님이 아꼈던 코로나장을 지켜왔다. 세상이 이벤트로 들끓을 때마다 외로웠지만 침략자들이 나타나 생활이 즐거워진 것에 감사하고 있다.
발렌타인 데이에는 106호실 관계자들과 함께 초콜릿 케이크를 만든다.
침략자들도 이길 수 없는 전투력의 근원은 시즈카 안에 화룡제 아르나이아의 복사된 영혼과 마력이 깃들어 있기 때문이다. 에우렉시스와의 전투 시 코타로가 화룡제 아르나이아를 소환한 것에서 시즈카 안에 아르나이아가 있던 것이 밝혀지고 화재에서 아이를 구한 걸 계기로 시즈카는 아르나이아와의 공존을 선택하고 코로나장의 모두를 지키기 위해 힘을 손에 넣는다. 그런 다음 사람과 용의 중간 모습으로 변신해 용의 힘을 사용할 수 있게 되었다.
단칸방 구성원 중 유일하게 코타로에 대해 연애 감정을 가지고 있지 않았지만, 같이 성묘하면서 드디어 코타로를 사랑하게 되었다.
전투 시에는 그 괴상한 격투 능력을 살려 선봉을 맡는다. 반룡인의 모습이 된 경우에는 신체 능력이 상승하고 이에 따라 격투 능력도 상승한다. 그리고 상황에 따라서는 아르나이아의 모습이 되어 적과 싸운다(체중이 증가하므로 시즈카 본인은 싫어하고 있다).

### 학교 관계자
마츠다이라 켄지(松平 賢次)
성우 - 스즈키 타츠히사
중학교 이전부터 코타로의 친구로, '맥켄지'라고도 한다. 사토미 코타로와 함께 고대 유적 발굴 아르바이트를 하고 있다. 고등학교 연극부에 소속되어 있다.
안경이 어울리는 꽃미남으로 운동도 잘 하고 성적도 나쁘지 않고, 배려심도 있기 때문에 여학생들에게 인기가 있지만, 특정 상대와 교제는 하지 않는다.
늦잠 자는 코타로를 깨우는 등 돌보는 성격을 하고 있다. 그러나 조금 타산적인 부분도 있고 그것을 자각하고 있다.
침략자 소녀들의 정체를 모르고 코타로와의 관계에 의문을 품고 있다.
여동생 코토리를 소중하게 생각하고 있다.
코타로의 마음의 상처를 알고, 어떻게든 하고 싶다고 생각하고 있다.
코스프레 연구회(コスプレ研究会)
성우 - 부장: 후지무라 아유미 부원: 나가츠마 쥬리, 니시 아스카
문화부 계의 약소 동아리. 멤버는 당초 여섯 명이지만 유리카와 마키가 더해져 여덟 명이 됐다.
니지노 유리카를 코스프레 매니아로 착각한 사토미 코타로가 니지노 유리카에 대한 견제를 위해 상담한 것을 계기로 친해진다. 그 후, 유리카를 납치와 다름 없는 방법으로 체육 대회 및 여름 이벤트에 억지로 참여시켰다.
멤버 전원이 사토미 코타로를 "코스프레에 대한 정확한 이해와 깊은 애정이 있는 사람'으로 존경하고 있다.
응원단(応援団)
성우 - 단장: 스기사키 료
킷쇼하루카제 고등학교에서 철의 단결을 자랑하는 부로 회원은 열한 명이다.
육상부(陸上部)
킷쇼하루카제 고등학교의 동아리.
체육 대회에서 승부를 위해 키리하가 입부한 부로 성실한 부장 카와시마와 경박한 체력 바보 다카하시가 재적하고 있다.
연극부(演劇部)
성우 - 부장: 가와사키 메이코
킷쇼하루카제 고등학교의 동아리로, 인원 수는 마츠다이라 켄지를 포함해 여덟 명으로 적다.
문화제의 개최를 위해 고지식하고 까다로운 부장이 학생 수준의 대본을 모두 기각했기 때문에, 일반 학생에게 연극 대본을 긴급 모집한다. 그 결과, 티아의 '백은의 공주와 청기사'가 선정된다. 그리고 문화제 공연의 평가가 높았기 때문에 이듬해 1월 하순에 '백은의 공주와 청기사 제2장'의 공연을 한다.
크리스마스에는 코타로, 루스, 하루미와 함께 깜짝 파티를 기획, 실행했다.
인기 없는 남자 동맹(非モテ系同盟)
코타로의 반에 존재하는 인기 없는 남자 동맹으로 멤버는 리더인 사토미 코타로를 포함하여 여덟 명이다.
주된 활동 내용은 커플 이벤트 기간(발렌타인 데이)에 모여 푸념, 인기 있는 남자(마츠다이라 켄지)를 욕하기이다. 이 활동 내용 자체가 여성들이 외면하는 원인이지만, 본인들은 깨닫지 못한다.
발렌타인 데이 때 카리스마 리더(사토미 코타로)의 배신으로 그 긴 역사의 막을 내렸다.

### 마법소녀 관계자
레인보우 나나(レインボーナナ)
포르사리아 마법왕국 정규군 레인보우 하트 아크 마법사이자 역사상 최연소 레인보우의 칭호를 얻은 천재 마법소녀로 유리카 생명의 은인이자 마법의 스승이기도 하다.
지구를 담당하는 마법소녀로 마법에 소질이 있었기 때문에 마물에게 습격당하고 있던 니지노 유리카를 돕고 마력을 제어하는 법을 가르쳤다. 자신을 도우려는 유리카의 고집에 '결코 위험한 일을 하지 않는다'는 조건으로 유리카를 조수로 삼는다. 그러나 3월(이야기의 시작 1개월 전) 유리카를 인질로 잡은 다크니스 레인보우 7명의 공격을 받아 궁지에 빠져 버린다. 최후의 수단으로 자신의 마력을 모두 개방하고 다크니스 레인보우를 격퇴하지만 그 대가로 다시는 마법을 사용할 수 없게 되어 버린다.
천재로 불리는 만큼, 다크니스 레인보우 7명과 호각 이상으로 싸울 전투 능력을 가지고 있었다.
마야 / 선대 다크 네이비(真耶 / 先代ダークネイビー)
선대 다크 네이비이자 마키의 스승. 사나에의 영력을 분리시킨 장본인.
대지의 백성 급진파와 손을 잡아 마법뿐만 아니라 영력도 사용할 수 있다. 전투 능력이 높고, 코타와도 호각을 다툰다.
10년 전 키리하(키이)를 두고 코타로와 대결하지만 패배하였다. 몇 년 전 레인보우 나나와의 전투에서 잃은 신체를 대지의 백성의 기술로 보완하여 다시 코타로를 덮친다. 코타로를 몰아붙이지만 사쿠라바 하루미가 각성했기 때문에 패배한다.
코타로에게 패한 에우렉시스와 파트너가 되어 대지의 백성 급진파의 계획에 참여한다.
다크 퍼플(ダークパープル)
성우 - 야마모토 아이
포르사리아 마법 왕국의 비밀 결사 다크니스 레인 보우 간부 중 한 명. 레인보우 나나와의 싸움에서 행동 불능이 되지 않았다. 간부 두 명 중 한 명으로 마키에게 정찰을 맡기고 자신은 포르사리아에서 활동을 하고 있다.
침착한 언동을 하며 다크니스 레인보우의 조정자이기도 하다. 코타로의 복수심에 사로 잡힌 아이카 마키를 걱정한다.
현재 레인보우 하트의 견제를 하고 있다.
다크 크림슨(ダーククリムゾン)
성우 - 타카모리 나츠미
포르사리아 마법왕국의 비밀 결사 다크니스 레인보우 간부 중 한 명. 레인보우 나나와의 전투에서 중상을 입은 간부 중 한 명.
호전적인 성격을 하고 있지만, 압도적인 힘으로 적을 쓰러뜨리는 것이 아니라 강한 사람과 아슬아슬한 싸움을 하고 싶다고 생각하고 있다.
다크 그린과 함께 106호실의 마력을 정찰하러 왔다 티아, 키리하, 사나에 시즈카와 전투하게 된다. 에너지계 공격 마법과 근접전을 했지만 패배한다.
다크 그린(ダークグリーン)
포르사리아 마법왕국의 비밀 결사 다크니스 레인보우 간부 중 한 명. 레인보우 나나와의 싸움에서 선대가 행동 불능이 되었기 때문에 다크 그린으로 승격했다.
크림슨 함께 106호실의 마력을 정찰하러 와서 티아, 키리하, 사나에 시즈카와 전투하게 된다. 점술과 환술 마법을 하며 미래 예지로 크림슨을 지원하는 걸 키리하에게 간파당하고 패배한다.
다크 오렌지(ダークオレンジ
포르사리아 마법왕국의 비밀 결사 다크니스 레인보우 간부 중 한 명. 레인보우 나나와의 전투에서 중상을 입은 간부 중 한 명.
외모는 좋은데 전혀 여성스럽지 않은 아이카 마키를 걱정하고 있다. 그러나 사랑스러운 화장과 패션을 하고 있기 때문에 아이카 마키에서 미움 받고 있다.
다크 옐로우(ダークイエロー)
포르사리아 마법왕국의 비밀 결사 다크니스 레인보우 간부 중 한 명. 레인보우 나나와의 전투에서 중상을 입은 간부 중 한 명.
현재 결전에 대비하여 무기를 만들고 있다.
다크 블루(ダークブルー)
포르사리아 마법왕국의 비밀 결사 다크니스 레인보우 간부 중 한 명. 레인보우 나나와의 싸움에서 선대가 행동 불능이 되었기 때문에 다크 블루로 승격했다.
현재 후진 양성 중이다.

### 대지의 백성 관계자
쿠라노 다이하(クラノ＝ダイハ)
성우 - 히로세 마사시
키리하의 아버지로 대지의 백성의 족장이다. 멸망을 맞이하고 있는 부족을 우려해 지상 침략을 결의하고 딸 키리하를 총사령관으로 임명한다. 아버지로서 키리하를 귀여워하는 면과 급진파를 줄이기 위해 정략 결혼을 시키는 족장으로서의 측면도 있다.
카스미 코우마(カスミ＝コウマ)
대대로 쿠라노 가정을 섬기는 가족 출신으로 쿠라노 다이하의 보좌를 하는 충신.
11년 전 가출한 키리하를 찾아 지상을 탐색했다.
시지마 타유마(シジマ＝タユマ)
성우 - 오오츠카 호우츄
대지의 백성의 급진파 중에서도 특히 과격한 남자.
용맹한 집안이며, 키리하 내건 유화책에 낙담하고 있다. 무력에 의한 지상 침략과, 전멸하더라도 자신들의 자부심을 보여 주어야 한다고 생각해 키리하를 살해하려고 한다. 하지만 키리하와 함께 있던 코타로와 달려온 침략자의 소녀들이 키리하에 힘을 빌려 줘서 패배하고 체포된다.
지하에 있는 감옥에 수감되어 있었지만, 에우렉시스와 마야의 도움으로 도주한다.
마구즈가 깨져서 지진 병기인 어스 드래곤이 사용할 수 없게 되자 어스 드래곤이 모아 둔 마력을 사용해 거대한 검은 개 모습의 괴물이 되지만, 아르나이아와 온건파의 무기인 "오오히메"에 패배한다.
검의 달인으로 40살 이상임에도 불구하고, 코타로에게 밀리지 않고 싸웠다.
마구즈(マグズ)
급진파 지도자로 시지마를 조종하고 지진 병기로 땅을 멸망 시키려 하는 흑막인 존재. 정체는 카스미 코우마의 친자, 카스미 라이가다.
지진 병기 어스 드래곤을 사용해 지상 침략을 계획했지만, 실패한다.

### 포르트제 관계자
엘파리아 쿠어 포르트제(エルファリア・ダーナ・フォルトーゼ)
신성 포르트제 은하 황국의 120대 황제로 티아의 친어머니이기도 하다. 사전 교섭과 기정 사실을 만들 수 있으며, 고고학 전문이다.
군축을 내걸고 있기 때문에 군부와의 사이가 나쁘고 세력도 약해서 고생하고 있다.
20년 전 과거로 간 코타로와 클란을 만난다. 코타로에게 사랑에 빠지고 결혼하려고 하지만 황녀로서의 사명과 미래의 딸의 존재를 알아버렸기 때문에 첫사랑은 끝나버린다.
그 뒤 군축을 진행하고 상당한 성과를 올린다. 그것을 반대하는 군부에 의해 약혼자가 암살되지만, 냉동 보관된 약혼자의 정자를 통해 인공 수정을 해서 티아를 낳는다. 그 결과 수십 년간 군부가 제대로 활동할 수 없을 정도로 인기가 증가했다.
클란한테 받은 갑옷의 운영 데이터를 '청기사'에 장치하고, 딸의 의식에도 개입해 티아가 코타로의 곁으로 향하도록 유도했다.
쿠데타로 인해 현재는 도망쳐 온 국민과 함께 지구(청기사)에 체류 중이다. 20년이 지난 지금도 코타로 대한 마음은 변함없는 모습이다.
에우렉시스 보란남(エゥレクシス・ボランナム)
드래곤 나이트 인더스트리(DKI)의 젊은 총수. 오랫동안 이어진 정기사 명가인 멜켐하운 가문의 인척이다. 루스의 약혼자이며, 발렌타인 데이 전에 루스 만나러 지구를 방문한다.
지구 나이로 환산하면 이십 대 초반의 청년. 이길 수 없는 승부는 하지 않는다.
졸업 후 이듬해 DKI의 경영자에 들어가, DKI를 급성장시켰다. 또한 자선 사업가로도 유명하며 "커다란 이익은 건전한 사회에서 탄생한다"가 철학을 내세운다.
원시인으로 경시했던 코타로에 한 번 쓰러진 후 군사 산업에 진입하기 위한 주력 상품인 기동 병기에 탑승해 코타로에게 도전한다. 하지만 그것도 쓰러진 부하가 철수할 때까지의 시간 벌기를 최우선으로 생각하고 있었다.
코타로에게 패배하기 전까지 항상 승자였기 때문에 겨우 자신의 모든 것을 필요로 하는 원수가 나타난 것에 기뻐한다.
포르트제에서 군부에 의한 쿠데타 때, 지구로 피한 티아와 엘파이어를 쫓아와서 코타로와 재대결한다. 뛰어난 지략으로 여러 번 몰아붙이지만 다시 패배한다. 그 후에 마야와 파트너가 돼서 대지의 백성 급진파 계획에 참가한다.

### 그 외 인물
사토미 유이치로(里見 雄一郎)
성우 - 노지마 아키오
코타로의 아버지. 유이치로의 전근으로 코타로가 코로나장으로 이사하며 이야기가 시작된다.
코타로 이상으로 흐리터분한 성격을 하고 있으며, 가사 등은 코타로에게 그대로 맡긴다. 그것을 걱정한 코타로에게 재혼을 권유받는다.
아내(코타로의 어머니)가 사망한 후 코타로와의 사이가 붕괴 직전까지 도달하지만 지금은 꽤 사이가 좋은 모습이다.
마츠다이라 코토리(松平 琴理)
켄지의 동생 코타로의 소꿉 친구. 어리광이 심하다.
코타로와 켄지 뒤를 따라다니다 혼자 남으면 울었기 때문에 코타로가 기억하고 있다.
애칭은 맥킨리.
히가시혼간 카나에(東本願 佳苗)
사나에의 어머니. 히가시혼간 신사에 있는 궁도장에 다니다가 소우타로과 친해져 결혼했다.
십년 전 나나의 협력자였다.
히가시혼간 소우타로(東本願 早太郎)
사나에의 아버지. 히가시혼간 집안의 후계자.
십년 전에 사나에가 영력을 빼앗길 때 자신과 사나에의 생명을 이어 사나에가 죽는 걸 막았다.
히가시혼간은 광대한 토지와 막대한 자산을 보유하며, 킷쇼하루카제 시에서도 손꼽힌다. 대대로 신관으로 히가시혼간 신사를 지키고 있으며, 그 역사는 500년 이상이다.
고스트 헌터(ゴーストハンター)
성우 - 쿠로다 타카야, 마스오카 타로
2인조 고스트 헌터.
더 나은 삶을 위해 막대한 영력을 가진 사나에를 노린다. 코로나장 관계자들을 바다로 유인하지만 거기서 변태로 오인되어 실패한다. 그 후, 사나에를 잡는 데 성공하지만, 목격한 유리카에게 설명을 들은 코타로가 오고 악령들도 배신해서 실패한다. 마지막에는 도망가려고 하지만 키리하가 나타나서 3억을 받고 사나에의 정보를 넘긴다.
그 뒤 키리하에 고용되고 사나에의 본체를 계속 모니터링하고 있었다.
태양 부대 선 레인저(太陽部隊サンレンジャー)
일본 정부가 침략에 대비해 만든 부대.
오랫동안 침략자가 나타나지 않았기(감지할 수 없었다) 때문에 무료하게 지내고 있었다. 그러나 지저인이 나타났다는 곳으로 출동하였지만, 그것은 코타로가 아르바이트하고 있던 쇼였다. 그 후에도 잘못된 신고 가 계속된다. 놀이공원에서 시지마 타유마 앞에 나타났지만 바로 쓰러졌다.
선 레인저 슈트는 입으면 통상의 5배의 완력을 발휘하고 달리는 속도는 짐승 수준급이되며 내구력은 강철과 필적하게 된다.
약 일 년 후에 코타로와 다시 만났을 때는 당시에는 계속된 급진파와의 전투를 경험해서 크게 성장했다.
그들이 다루는 기술은 대지의 백성의 해체파에서 제공한 기술이 바탕이되었다. 코타로 일행의 정체를 알고 함께 급진파와 싸우게 된다.
켄이치
성우 - 타마루 아츠시
레드 샤인 → 레드 샤인 → 레드 샤인. 선 레인저의 리더. 열혈 성격이지만 많이 모자랐다. 일 년 후 리더로 정확한 판단을 내릴 정도로 성장했다. 또한 지저인들과의 싸움에 대해 혼자 고심하고 있었다. 무기는 한손 검과 총
메구미
성우 - 마에다 레나
레드 샤인 → 핑크 샤인 → 핑크 샤인. 선 레인저의 홍일점. 아름다우며, 히어로 쇼를 하던 악마 남작(코타로)에게 첫눈에 반한다. 1년 후에도 그것은 바뀌지 않고, 코타로가 관련되면 폭주한다. 무기는 총. 전투에서 적의 견제 역할을 담당한다.
하야토
성우 - 사쿠라이 토오루
레드 샤인 → 레드 샤인 → 블루 샤인. 선 레인저의 부리더. 처음에는 냉정한 판단을 못하고 당황해 했다. 1년후에는 꽤 침착하고 풍부한 군사 지식으로 일행의 참모 역을 맡고 있다. 무기는 라이플, 전투에서 방어를 담당한다.
코우타로
성우 - 무라세 아유무
레드 샤인 → 그린 샤인 → 그린 샤인. 선 레인저의 보충역. 처음에는 다니면서 멤버 처리에 온갖 고생을 하고 있었다. 일 년 후에는 멤버가 성장한 것도 있고, 하야토와는 다른 의미에서 고문 역을 맡고 있다. 무기는 폭탄. 전투에서 적의 교란을 담당한다.
다이사쿠
성우 - 세키 코우지
레드 샤인 → 옐로우 샤인 → 옐로우 샤인. 선 레인저의 촉진자. 차분한 성격을 갖고 있지만 식욕에 이끌려 주위가 보이지 않는 경우도 있었다. 1년 후에도 음식을 제일로 생각하는 건 변함 없다. 전투에서는 무기 없이 거대한 몸을 살린 격투를 한다. 또한 손재주가 좋으며, 기계 담당이기도 하다.
롯폰기 박사(六本木博士)
성우 - 요쿠 시오야
태양 부대 선 레인저의 상관. 선 레인저의 기술이 한때 대지의 백성 해체파에서 제공한 기술임을 알고 있으며, 키리하와 대화를 통해 코타로들과 공동 투쟁할 것을 결의한다.
새벽의 여신(暁の女神)
성우 - 시마모토 스미
코타로가 유적 발굴 작업 때 만난 존재. 새벽의 여신이라는 이름은 포르트제에서의 통칭이다. 코타로는 그녀를 만난 뒤 사나에가 보여주게 되면서 침략자들과의 이야기가 시작되었다.
원래 우주의 바깥(우주의 시작)에 존재하고 초시공반발탄에 의해 날아간 코타로와 만난다. 코타로와 접촉 자체를 확립하고 다시 코타로와 만나기 위하여 우주(세상)을 창조한다.
사나에와 만났을 때 자신이 처음이자 마지막 침략자라고 말했다. 또한 마야의 공격으로 중상을 입은 하루미를 돕기 위해 유리카가 하루미와 합체한 때는 새벽의 여신의 모습이 되었다.
주위에는 빨강, 주황, 노랑, 녹색, 파랑, 남색, 보라, 흑, 백의 9개의 천체가 존재한다.

## 백은의 공주와 청기사

### 소개
2000년 전에 포르트제 황국에서 실제로 벌어진 내전이자, 현재 포르트제에서도 인기가 높은 비련한 이야기이며, 그것을 바탕으로 티아가 쓴 연극의 각본이기도 하다. 알라이아 쿠어 포르트제가 쫓기다 청기사를 만나고 파르돔시하 령에 도착할 때까지가 제1장, 막스판을 잡고 알라이아 쿠어 포르트제가 즉위하고 청기사가 나라를 떠날 때까지가 제2장이다. 제1장은 연애가 중심이기 때문에 여성의 인기가 높고, 제2장은 전쟁이 중심이기 때문에 남성의 인기가 높다. 주요 여성 인물들은 코로나장 관계자들과 비슷하다.

### 줄거리
포르트제 황국에서 대신 막스판이 쿠데타가 일으킨다. 간발의 차이로 피한 포르트제 황국 제일 황녀 알라이아 쿠어 포르트제는 여동생 샤르드리사 다오라 포르트제와 소수의 사람들과 함께 멀리 파르돔시하 령까지 도망가려고 한다. 그러나 적의 습격을 당하고 주변에 아군도 없을 때 유랑 기사인 레이오스 파트라 벨트리온이 도와준다. 레이오스 파트라 벨트리온은 알라이아 쿠어 포르트제 일행에 합류한다. 같이 이동하는 동안 알라이아 쿠어 포르트제는 레이오스 파트라 벨트리온에게 강하게 매료되어 간다.
청기사 레이오스 파트라 벨트리온은 알라이아 쿠어 포르트제의 칙명으로 신생 포르트제 정규군의 지휘관으로 임명된다. 첫 전투는 방어가 유리한 농성전이였지만 500명으로 2,000명을 상대로 승리했고 뒤이은 두 번째 전투도 승리했다. 세 번째 전투도 양동작전을 써서 적은 희생으로 적의 요새를 탈취한다. 그 뒤 적에게 조종당하는 화룡제 아르나이아를 격퇴하고 그대로 파죽지세로 황도 포르논을 탈환하고 쿠데타의 주모자 막스판을 제거한다.
서로 사랑하고 있는 레이오스 파트라 벨트리온과 알라이아 쿠어 포르트제지만, 영웅이긴 해도 기사와 황제의 혼인이 인정될 리 없었고 두 사람이 맺어지는 일은 없었다.
알라이아 쿠어 포르트제의 즉위를 지켜본 레이오스 파트라 벨트리온은 어딘가로 사라졌다.

### 등장인물
알라이아 쿠어 포르트제(アライア・クーア・フォルトーゼ)
성우 - 타카모토 메구미
청기사 전설의 주인공이자 히로인. 풀네임은 알라이아 쿠어 마스티르 시그날리아 티오 포르트제로 통칭, '백은의 공주'이다. 시그날리아에서 따온 시그나라고 가명을 댄 적도 있다. 연극에서는 사쿠라바 하루미가 맡았다.
덧없는 분위기를 한 은발의 미소녀. 사쿠라바 하루미와 비슷하지만 활동적이다.
쿠데타로 쫓기고 있는 동안에도 먼저 백성을 먼저 생각하는 부드러움과 어떤 고난도 극복하려는 용기를 가지고 있다.
포르트제의 첫째 공주로 살고 있었지만, 막스판의 쿠데타로 부모가 살해당하고 쫓기게 된다. 그리고 도망치던 도중 동료를 놓쳐 적에게 둘러싸여 궁지에 빠져 있을 때 청기사 레이오스가 도와준다. 적이라도 목숨을 빼앗으려 하지 않는 것, 포르트제가 적이 됨에도 불구하고 자신에게 협력해 준 것, 어린 샤를에게 진지하게 상대를 해주는 등에서 레이오스를 깊이 사랑하게 된다. 그 후, 화룡제 아르나이아와의 싸움에서 중상을 입은 레이오스에게 황실의 보물인 시그날틴을 준다. 막스판을 처치한 후 황제에 즉위하고 나라를 떠나는 레이오스 파트라 벨트리온을 눈물로 배웅했다.
알라이아는 레이오스의 생명을 지키기 위해, 그리고 레이오스 함께 있기 위하여 시그날틴을 봉인 해제할 때 한계까지 목숨을 바쳤다. 그 결과 가끔 치료가 필요한 정도의 허약한 몸이 되어 버린다.
똑똑한 소녀이며, 레이오스의 힘의 수수께끼도 희미하게 감을 잡고 있었다.
2000년 이후, 포르트제에서는 포르트제 최고의 황제라고 칭송되고 있다.
샤르드리사 다오라 포르트제(シャルドリッサ・ダオラ・フォルトーゼ)
성우 - 나가나와 마리아
알라이아의 동생이자 둘째 공주. 애칭은 '샤루루'이며, 통칭은 '황금의 공주'. 연극에서는 티아가 맡았다.
활기차며 열 살도 안 되는 금발의 여자 아이. 어린 시절의 티아와 비슷하지만, 좋아하게 된 상대에게 응석을 부리는 등 적극성을 띠고 있다.
막스판의 쿠데타가 일어나자 알라이아와 함께 도망간다. 그동안 자신들을 도와주고, 자신의 말을 잘 들어주는 레이오스를 마음에 들어 한다. 그리고 레이오스에게 감사의 표시로 나무 판과 털실로 만든 계급장을 주었다.
플레아란 나이 파르돔시하(フレアラーン・ナイ・パルドムシーハ)
성우 - 하야미 사오리
옛부터 황실을 섬기는 여기사. 애칭은 '플레어'. 연극에서는 루스카니아 나이 파르돔시하가 맡았다.
조금 엄격한 분위기를 가진 갈색 단발머리의 소녀. 루스카니아 나이 파르돔시하와 비슷하지만 처음 만난 레이오스를 의심하는 등 엄한 성격을 갖고 있으며, 검의 달인이다.
막스판의 쿠데타가 일어나자 알라이아와 샤를을 지키면서 도망간다. 레이오스와 만난 직후에는 신용할 수 없다며 의심했지만 이후 모습을 보고 신뢰하게 된다. 마지막 전투에서는 클라리오서 다오라 포르트제가 준 빔 소드로 마물과 싸웠다.
마리에타 아르세인(マルリッタ・アルセイン)
성우 - 스자키 아야
황궁의 시녀. 애칭은 '마리'. 연애 이야기를 좋아하며 레이오스와 만난 직후 "여기에 있는 사람들 중에 누가 취향이야?"라고 물었다. 연극에서는 카사기 시즈카가 연기했다.
친근한 분위기를 가진 빨강 포니 테일 소녀. 카사기 시즈카와 비슷하지만, 격투기는 호신술로 수준 정도이다.
막스판이 황제와 황후를 살해하는 장면을 목격하고 이 사실을 알라이아에게 전하고 함께 도망친다. 그 후 알라이아와 샤를을 돌봐주고 있다. 마지막 전투에서 샤를을 호위했다.
파우나 모드라우(ファウナ・モードラウ)
성우 - 스즈키 에리
알라이아의 신학교 시절의 동급생으로, 새벽의 여신을 섬기는 신관. 연극에서는 쿠라노 키리하가 맡았다.
온화하고 동안을 한 흑발의 소녀. 사나에와 비슷하지만 더 영력 조작에 뛰어나 상처 치료 등도 한다.
알라이아를 방문했을 때 막스판의 쿠데타가 발생하고, 알라이아와 함께 도망친다.
레이오스가 영력을 사용하여 싸우고 있는 것을 간파했다. 또한 아르나이아과의 전투에서 중상을 입은 레이오스를 영력으로 치료한다. 마지막 전투에서는 알라이아 함께 영력으로 모두를 보조했다.
리디스 막스판(リディス・マクスファーン)
성우 - 타자와 미스미
세련된 옷차림의 연금술사 소녀. 쿠데타를 일으킨 막스판의 조카. 연극에는 등장하지 않는다.
장발을 가진 머리가 좋은 소녀. 키리하와 비슷하지만 겉과 속이 같은 성격을 하고 있다.
막스판의 쿠데타가 일어났을 때 알라이아를 안내하고 그대로 도주에 참여한다.
레이오스의 갑옷이 고급 연금술의 산물임을 간파했다. 또한 클란의 조수 역할을 하고 있던 것에서, 레이오스가 매우 앞선 기술을 가진 걸 희미하게 인식하고 있었다. 마지막 전투에서 무인 정찰기와 컴퓨터에 의한 색적과 카리스의 보조, 그리고 접착폭탄 공격을 했다.
카리스 웨브넌트(カリス・ウェブナント)
성우 - 오오모리 니치카
막스판과 함께 쿠데타를 일으킨 글레바나스의 부하 마술사. 연극에는 등장하지 않는다.
밝은 초록색 머리를 한 소녀. 니지노 유리카와 비슷하지만, 아르나이아과의 싸움에 따라가는 용기도 있다.
빈민가 고아였던 걸 거둬준 글레바나스에 은혜를 느끼고 있었다.
쿠데타 후 도망가는 알라이아의 말로 변해 감시하고 있었지만, 레이오스에게 들켜서 잡혀 버린다. 그리고 레이오스에게 식탐이 강한 걸 간파당하고 음식으로 유혹당해 자기도 모르게 정보를 누설하지만 충절은 그대로였다. 하지만 덱스트로우가 독을 뿌렸을 때 시민들이 연루된 걸 보고, 레이오스의 아군이 된다. 그때 레이오스가 아크위저드급의 마법을 사용하는 것을 간파한다.
레이오스가 마도병이나 아르나이아 싸울 때 마법으로 원호를 실시했다. 또한 마지막 전투에서는 리디스와 손잡고 마법 공격을 했다.
비올바람 막스판(ビオルバラム・マクスファーン)
포르트제 황국에서 쿠데타를 일으켜 알라이아의 부모를 죽인 장본인.
쿠데타를 일으킨 것은 포르트제 황국보다는 막강한 힘을 가지고 소유자에게 불로 불사조차 준다는 시그날틴을 입수하기 위해서였다. 따라서 알라이아를 잡아서 시그날틴의 봉인을 풀려고 했지만, 레이오스의 등장으로 실패하고 미친다.
마지막에는 알라이아와 샤를을 인질로 잡아서 레이오스에게서 시그날틴을 빼앗지만 알라이아의 마음을 바탕으로 한 시그날틴은 레이오스를 베지 않고 부러진다. 그 후, 레이오스 손에서 시그날틴 부활했기 때문에 절체절명에 몰린 마지막 수단으로 마물들로 바이러스를 뿌리려고 하지만, 그것을 막기 위한 초시공반발탄에 휘말려 사라진다.
글레바나스(グレバナス)
포르트제 황국의 궁정마술사장 막스판의 협력자.
막스판에게 협력하여 카리스를 알라이아의 곁으로 보내거나 아르나이아를 마법으로 조종했다. 그러나 마지막 전투에서 아르나이아를 조정하는 보석을 잃고 막스판의 명령으로 마물로 바이러스를 뿌리려고 하지만, 초시공반발탄에 휘말려 사라진다.
글레바나스가 가진 지팡이 '엔사이클로피디어'는 코타로의 손을 거쳐 니지노 유리카에게 전달됐다.
덱스트로우(デクストロゥ)
성우 - 스기타 토모카즈
멜캠하운 기사단 소속의 종기사. 연극에는 등장하지 않는다.
팔자를 고치기 위해서는 뭐든지 하는 냉혹한 남자. 또한 교활하고 자신의 이익에 솔직하고, 이길 수 없다고 판단한 상대에게는 절대로 적대하지 않는다.
가난한 농부의 셋째 아들로 태어나 평범한 기사라면 주저할 일도 하면서 지위를 구축했다. 그러나 압도적 유리한 입장임에도 불구하고 레이오스에 패배했기 때문에 다시 레이오스과 싸우려 하지 않게 됐다.
아르나이아 싸운 직후의 레이오스를 급습하는 명령을 받지만, 레이오스가 무사했던 경우나 앞으로의 일도 생각하고 그 명령을 무시하고 반대로 알라이아에게 자신의 입장의 보장과 조건으로 레이오스 암살 계획을 알렸다.
병사A(兵士A)
마스티르 관문의 군인. 2000년 이후 포르트제 황국에서 충신의 귀감으로 알려져 있지만 이름은 전해지지 않는다. 연극에서는 사토미 코타로가 연기하는 것이었지만, 하루미의 상대 역을 코타로 밖에 감당할 수 없었기 때문에 마츠다이라 켄지로 교체되었다.
몸만 도망 중이었기 때문에 통행증을 가지고 있지 않은 것을 보고 알라이아를 수상한 인물로 잡으려고 한다. 그러나 알라이아가 내민 봉투의 상징 깨닫고 자신의 입장이 나빠지는 것을 알면서도 아무 말도 않고 그대로 관문을 통과시켰다.
본명은 올라이엔.
아르나이아(アルゥナイア)
포르트제의 기후 변화로 추워져서 용 무리는 다른 세계로 이주했다. 그러나 아르나이아는 포르트제를 떠나지 않았고 글레바나스에게 조종되고 레이오스와 싸우게 된 것이다.
정신 조작 마법이 풀린 후에는 레이오스에게 우정의 증표로 자신과 이어지는 문장을 주었다.
2000년 전의 약속을 지키기 위해 수십 년 전부터 카사기 시즈카 속에 영혼의 복사와 마력을 축적했다.
에우렉시스와의 전투에서 코타로가 아르나이아를 소환하게 되면서 그 사실이 밝혀진다. 그 후 화재에 휘말린 소녀를 구출하기 위해 시즈카와 힘을 합치기 위하여 정체를 밝히고, 시즈카는 아르나이아를 받아들여 공존하게 되었다.
의외로 사교적인 성격으로, 시즈카에게는 아르 아저씨라고 불리고 있다. 시즈카 나이의 조카가 있는 것 같다.
레이오스 파트라 벨트리온(レイオス・ファトラ・ベルトリオン)
청기사 전설의 주인공, 포르트제에 구전되는 전설의 기사. 포르트제 여성들이 동경하는 인물로 인기가 매우 높다. 연극에서는 마츠다이라 켄지가 연기하는 것이었지만, 하루미의 상대역을 코타로 밖에 감당할 수 없었기 때문에 사토미 코타로가 연기하게 되었다.
전설 속의 청기사
어떤 적에게도 맞서는 용기, 악을 허락하지 않는 정의의 마음, 누구나 따르는 사랑의 세 가지 미덕을 가지고 있었다고 전해진다. 또한 모든 공격을 막는 갑옷, 하늘을 나는 신발, 수 천의 적을 소멸할 수 있는 마법의 불꽃을 품고 있는 장갑, 알리이아가 맡긴 시그날틴. 총 4개의 마법의 무기를 가지고 있다. 변방 출신이지만 명확하게 알려져 있지 않은 수수께끼의 인물이다.
청기사가 어디에서 와서 어디로 떠났는지는 포르트제 사상 최대의 수수께끼로 되어 있으며, 2000년이 지난 지금도 밝혀지지 않았다.
쿠데타로 쫓기고 있는 알라이아를 돕고 포르트제가 적이 되는 것을 감안하고 고난의 길에 있는 알라이아에게 협력한다. 그 후에도 산적의 습격을 격퇴하고 독을 뿌린 적을 쓰러뜨려 해독제를 빼앗는 등 정통 포르트제군 지휘관으로서 수많은 승리를 하고 화룡제 아르나이아를 격퇴하는 등 수많은 무훈을 올린다. 그리고 알라이아가 황위에 오르는 것을 지켜본 후 알라이아의 곁을 떠났다.
2000년 전의 청기사
그 정체는 클란의 초시공반발탄 때문에 2000년 미래에서 날아 온 코타로다. 타임 슬립한 것을 모르고 습격당하고 있는 소녀를 도왔는데 그 소녀가 알라이아였기 때문에 청기사의 대역을 맡게 된다. 알라이아에 대해 "누구보다 힘이 되어 주고 싶다"고 생각했지만, 알라이아가 좋아하는 것은 청기사이며 자신은 그것을 방해했다고 생각한다. 또한 전술한 무훈은 침략자 소녀들의 힘이 있었기 때문이라고 생각하고 있다. 따라서 전쟁이 끝난 후에도 자신을 도와달라는 알라이아에게 자신의 정체와 여기 온 경위 등을 모두 설명하고 "저는 수많은 사람들의 힘이 있기에 싸울 수 있는 것이지요. 하지만 이 힘에도 한계가 있습니다.", "제게는 돌아가야만 하는 곳이 있습니다. 그리고 그곳에서 이루어야만 하는 약속이 맹세가 있습니다."라며 제안을 거절한다. 그리고 아르나이아와의 전투에서 중상을 입은 코타로를 걱정한 알라이아에게 '지나치게 강력한 힘을 가진 검은 분쟁의 원인이 된'다며 시그날틴을 받는다. 마지막 전투에서는 아르나이아와 1 대 1 전투 때 정신 조작 마법을 제어하고 있던 보석을 깨는 데 성공한다. 그리고 알라이아의 즉위를 지켜본 후 벨트리온 특별령으로 가서 2000년의 시간을 보낸다.
20년 전의 청기사
레이오스는 고고학자 엘라고를 자칭하는 소녀에게 2000년 전의 비석 뒤에서 나타나는 장면을 들키고 그 정체가 들켜 버린다. 엘(후에 황제 엘파리아)의 도움을 받으며 며칠을 같이 보낸다.
엘을 공격한 군부의 인간을 격퇴한 후 자신을 데려가 달라고 했다면 어떻게 했을 거냐는 질문에, 황녀로서 올바른 선택을 할 것이라고 확신하고 있었기 때문에 그럴 일은 없을 거라고 말한다. 그리고 워프와 시간 동결을 반복하면서 지구로 향했다.
10년 전의 청기사
킷쇼하루카제 시에 돌아온 레이오스는 그곳에서 키이라는 소녀를 만난다. 가출한 키이를 걱정하면서 소원을 이룰 수 있게 해주고 집에 돌려 보내려고 한다. 그리고 어머니가 돌아가신 날에 가까운 것을 알고 도와줘야 되는지를 고민한다. 그리고 사고 당일 납치된 키이를 도와주지만, 사고 현장에는 늦어서 어머니를 잃고 만다. 그런 레이오스를 키이가 '자신이 평생 같이 있으며 지켜준다'면서 위로하고 안정을 되찾는다. 그리고 키이과 헤어진 후, 현대로 귀환한다.
전후, 알라이아는 레이오스의 충성을 기리고 '청기사'를 기사의 최고위으로 정한다. 그리고 청기사는 벨트리온의 전용 호칭이 돼서 이후 청기사란 칭호를 받은 기사는 없다. 또한 언젠가 코타로가 포르트제에 돌아왔을 때를 위해, 법령에는 청기사의 특령이 우선시되며, 벨트리온 특별령은 불가침 영역이다. 그리고 봉급이 2000년 이후인 현재까지도 계속 예산에 책정된다. 이 권리는 황제도 박탈할 수 없다. 따라서 코타로가 시그날틴을 가지고 청기사를 자칭한 경우, 황족도 쉽게 건드릴 수 없는 권력을 가지게 된다.
코타로는 청기사 대신이라고 생각하지만, 클란과 티아, 엘파이아는 코타로야말로 진정한 청기사라고 생각한다.
아라이아, 샤를, 티아, 클란, 엘파리아 포르트제 황녀 5명에서 사랑 받고 있는 드문 존재이다.
청기사의 종자(青騎士の従者)
레이오스의 종자. 적이 뿌린 독의 치료와 전략 · 전술의 고안까지 레이오스를 다방면에 걸쳐 지원했지만 그 활약은 청기사의 것으로 되어 있고, 이야기와 연극에는 등장하지 않는다.
2000년 전의 종자
그 정체는 초시공반발탄에 휘말린 클란. 요람에서 일어나고 자신들이 타임 슬립한 것을 알게 된다. 원래 세계로 돌아 가기 위해 서둘러 코타로를 찾지만 알라이아를 코타로가 도와줘버려서 진짜 청기사를 찾을 때까지 코타로에 청기사의 대역을 시킨다. 그러나 적이 뿌린 독을 치료했을 때 자신이 있어야 해독할 수 있으며 여기에 있는 것은 필연적이며, 코타로야말로 진정한 청기사라고 확신한다. 요람에 탑재된 무인 정찰기를 사용해 정보 수집과 전략, 전술을 고안하여 레이오스를 보좌한다. 아르나이아와의 전투에서 소총을 가지고 레이오스와 함께 싸웠다. 마지막 전투에서는 동료들에게 현대 장비를 제공하고 일행의 지휘를 했다. 그 와중에 포르트제 기사이자 전설의 청기사로 적합한 태도를 가지고 자신에 대해서도 황녀로 대하지는 않지만 개인으로서 의사를 존중하는 레이오스를 조금씩 신뢰하는 것 연정을 품게 된다.
20년 전의 종자
요람을 수리하기 위해 20년 전에 일어난다. 거기서 자선가로 유명한 할머니의 죽음을 막을지를 고민하지만 의도적으로 역사를 바꾸면 안 된다고 판단한다.
10년 전의 종자
마지막으로 동결하기 전, 가출한 소녀 키이과 친해진다. 그러나 레이오스 어머니의 사고 당일 키이가 납치되고 레이오스에게 키이 구출을 맡기고 사고 현장을 찾지만 늦게 된다. 이후 레이오스와 함께 시간을 동결하고 현대로 귀환한다.
현대로 돌아온 후 전설 속 청기사이며 황실의 보물인 시그날틴을 가진 코타로에게 '티아의 시련이 끝난 후, 자신의 황위 계승권을 파기해도 좋으니 자신의 밑에 들어오라'고 권유한다. 이에 클란 본인은 "단순한 황제'와 '시그날틴을 가진 청기사를 아래에둔 공주'에서는 후자 쪽이 가치가 있기 때문이라고 생각하지만 존재를 공표할 수 없는 청기사를 부하로 해도 자기 만족 이외의 무엇도 아니며 연정 때문이다.

## 용어

### 지상 관련 용어
킷쇼하루카제 시(吉祥春風市(きっしょうはるかぜし))
몇 년 전 킷쇼 시와 하루카제 시가 합쳐지면서 생긴 시이다.
킷쇼하루카제 고등학교(吉祥春風高校(きっしょうはるかぜこうこう))
사토미 코타로가 다니는 학교. 하루카제 역에서 도보 이십 분 거리, 킷쇼하루카제 시의 작은 구릉 중턱에 있다.
이 지역은 원래 학교의 통폐합이 진행되고 있었기 때문에, 지방 도시로는 최대 규모의 고등학교가 되었다.
킷쇼하루카제 유적(吉祥春風遺跡(きっしょうはるかぜいせき))
사토미 코타로의 아르바이트 장소. 킷쇼하루카제 고등학교에서 몇 분 거리에 있다.
킷쇼하루카제 고등학교 관련 시설을 건설하다 발견된 유적. 연대 측정을 실시한 결과, 만 년 전의 유적이라고 밝혀져 대규모 발굴 작업이 이루어지고 있다.
코로나장(ころな荘(ころなそう))
준공된 지 25년 된 이층 목조 아파트. 다다미 6장의 원룸으로 욕조, 화장실, 주방이 있다. 106호실 이외의 월세는 5만엔, 106호실의 임대료는 유령이 나온다는 소문이 있기 때문에 오천엔이다.
집주인인 카사기 시즈카는 206호실에 거주한다. 하루카제 역, 킷쇼하루카제 고등학교에서 도보 이십 분 거리에 있다.
코로나장 106호길(ころな荘106号室(ころなそう106ごうしつ))
코로나장의 방. 유령이 나온다는 소문이 있어 코타로의 이전 입주자는 최소 세 시간 최장 세 달 만에 나갔다.
어떤 사람에게는 부모님의 유품인 아파트, 어떤 사람에게는 저렴한 방, 어떤 사람에게는 부모님이 돌아오기를 기다리는 장소, 어떤 사람에게는 악한 마법소녀가 노리는 마력 웅덩이가 있는 장소, 어떤 사람에게는 조상의 영혼을 모시는 제단을 설치하는 장소, 어떤 사람에게는 시련을 위해 침략하는 장소이다.
코로나 육전규정(ころな陸戦規定(ころなりくせんきてい))
코로나장 106호실의 소유권을 주장하는 사람들에 대한 집주인인 카사기 시즈카가 압도적인 무력을 배경으로 2009년 4월 9일에 체결시킨 조문.
원래는 평화적인 방법으로 106호실의 소유자를 결정하기 위한 조문이었지만, 소유권을 주장하는 사람들이 친해지고 나서는 생활 지침으로 변화했다.
제1조
이 규정이나 권리 및 의무는 다음 조건을 만족한 개인 및 집단에게 적용된다.
코로나 육전 조약에 비준하고 있다.
현재 사토미 코타로 명의로 대여한 다세대 주택 코로나장 106호실의 점유를 목적으로 하고 있다.
제2조
이 규정은 코로나 육전 조약에 비준하지 않는 개인 및 집단의 참전과 함께 파기된다. 다만 그 개인 및 집단이 본 육전 규정을 준수할 경우 예외로 한다. 그 경우 참전하는 개인 및 집단은 신속하게 카사기 시즈카(코로나장 소유자, 206호실 거주)에게 코로나 육전 조약의 비준을 우선 통고할 필요가 있다. 하지만 사정을 감안해 최대 3일의 유예가 주어지는 경우가 있다.
또한 조약에서 이탈하기 위해서는 카사기 시즈카(코로나장 소유자, 206호실 거주)에게 사전 통지할 필요가 있으며, 일주일 간은 발효되지 않는다.
제3조
이하의 공격 수단은 사용을 금지한다.
ABC 병기, 혹은 그에 준하는 공격 수단.
광역파괴병기, 혹은 그에 준하는 공격 수단.
건조물(주로 코로나장 106호실)을 손상시킬 가능성이 있는 모든 공격 수단.
주변 세대에 소음 피해를 입힐 가능성이 있는 모든 공격 수단.
사전, 사후를 불문하고 카사기 시즈카(코로나장 소유자, 206호실 거주)가 금지한 공격 수단.
제3조 추가(2009/05/01)
강력한 역장으로 소음이나 손괴를 막아도 위력이 높은 무기를 운용할 근거가 되지는 않는다.
제3조 추가(2009/06/01)
대인 지뢰의 사용은 그 종류 및 목적을 불문하고 전면적으로 금지한다.
제3조 추가(2009/11/20)
또한 본 조항의 위반, 또는 건조물(주로 코로나장 106호실)의 손괴가 발생할 경우, 신속하게 카사기 시즈카(코로나장 소유자, 206호실 거주)에게 보고해야만 한다.
제4조
코로나장 106호실 이외에서의 전투 행위를 전면적으로 금한다. 단, 카사기 시즈카(코로나장 소유자, 206호실 거주)가 인정한 경우는 예외로 한다.
제5조
코로나장 106호실 이외에서는 코스튬 플레이를 전면적으로 금지한다.
제6조
이하에 정하는 기간 내의 전투 행위를 금한다.
- 일본 표준 시간(GMT+9) 18:00 ~ 익일 9:00
- 토요일, 일요일, 공휴일

제7조
간식과 휴식 시간은 카사기 시즈카(코로나장 소유자, 206호실 거주)가 임의로 설정하며, 기간 중에는 곧바로 정전 상태로 전환된다.
제8조(2009/09/01)
텔레비전 게임은 이용자 간의 협의 하에 공평하고도 평화리에 이용해야만 한다. 이것이 지켜지지 않을 경우, 한 사람당 이용시간이 하루 한 시간으로 제한된다.
제9조(2009/11/05)
애완동물은 원칙적 금지. 단, 카사기 시즈카(코로나장 소유자, 206호실 거주)가 특별히 허락한 경우는 제외한다.
제9조 보충
이하에서 언급하는 애완동물은 어떠한 경우에도 허가되지 않는다.
- 풍뎅이과에 속하는 곤충 전반 제10조(2009/12/22)

코로나장 육전규정에 비준한 자끼리의 남녀교제는 원칙적으로 금지된다.
어쩔 수 없는 사정이 있을 경우, 곧바로 카사기 시즈카(코로나장 소유자, 206호실 거주)에게 보고해야만 한다.
제10조 보칙 1항
또한 교제의 과정이 계속해서 카사기 시즈카(코로나장 소유자, 206호실 거주)에게 보고되는 경우에 한해, 교제가 허가되는 경우가 있다.
제10조 보칙 2항(2010/07/10)
예외 조항. 교제가 극히 순수하게 진행된다고 인정될 경우 제10조의 적용의 예외로 한다.
제11조(2010/01/31)
니지노 유리카(코로나장 106호실 거주)의 사기 행위는 실행된 시점에서 발각되었을 경우에만 비난의 대상이 된다.
제12조(2010/02/05)
106호실에서의 마법 이용은 원칙적으로 니지노 유리카(코로나장 106호실 거주)에게만 허가된다.
제12조 보충
또한 본 항이 지켜지지 않을 경우, 니지노 유리카(코로나장 106호실 거주)는 마법의 지팡이 관리 책임을 문책받게 될 수 있다.
제13조(2010/02/14)
어떠한 이유가 있더라도 조리 중에 오븐을 열어서는 안 된다.
제13조 보충
한 번 더 구우면 된다든가, 그런 문제가 아니야!! 유리카, 제대로 이해했어?!
제14조(2010/02/16)
이하에 정의된 것은 어떠한 경우에도 반입이 허락되지 않는다.
풍뎅이과에 속하는 곤충을 모티프로서 디자인된 모든 물품.
제15조(2010/04/10)
사토미 코타로(코로나장 106호실 거주)의 보호하에 있는 존재는 그의 친족처럼 대우할 것을 원칙으로 한다.
제15조 보충
부탁이니까 내다버리지 말아줘! 알았지?
제16조(2010/05/01)
이하에 지정된 시간 내의 학습행위를 금한다. 단지 카사기 시즈카(코로나장 소유자, 206호실 거주)가 특별히 인정한 경우는 예외를 인정한다.
일본 시간(GMT+9) 00:00 ~ 06:00
카사기 시즈카(코로나장 소유자, 206호실 거주)가 임의로 설정한 기간.
제16조 보충
정도가 있잖아, 정도가!! 몸이 상할 때까지 시키면 어떡해?!
제17조(2010/06/07)
카사기 시즈카(코로나장 206호실 거주)가 코로나장 106호실의 주민의 건강 상태에 중대한 문제가 있다고 인정하는 경우 임의로 건강관리 주간을 설정할 수 있다.
제17조 보충
혼자서 다이어트하는 건 너무 힘들어! 저기, 도와준다고 생각하고! 모두들 부탁해!
제18조(2010/07/01)
코로나 육전조약에 비준한 자들은 신성 포르트제 은하황국 황제 엘파리아 다나 포르트제를 17세로 인정한 것으로 간주한다.
제19조(2010/07/10)
코로나 육전조약에 비준한 자들은 동 조약에 비준한 자들 사이의 개인적이며, 평화적, 또한 상호적인 침략행위에 한하여 전면적으로 지지하도록 한다.
제20조(2010/09/06)
코로나 육전조약에 비준한 자들은 원칙적으로 사토미 유이치로(코로나 육전 조약 비준자·사토미 코타로의 친권자)를 친아버지로써 대한다.
제20 조 보충
분명 그러는 편이 좋다고 생각해! 여러 가지 의미로!

### 마법 관련 용어
포르사리아 마법 왕국(フォルサリア魔法王国)
이세계의 마법의 나라.
과학 기술은 부족하지만, 마법 기술을 가지고 있다.
현재는 알 수 없지만 적어도 몇 년 전까지는 노예 제도가 있었다.
마력 웅덩이
코로나장 106호실에 있는 거대한 마력. 아티팩트 7개와 동등하거나 그 이상의 마력이 있다.
레인보우 하트(レインボゥハート)
포르사리아 마법 왕국의 정규군. 모든 마법사가 소속되어 있다. 정점에 선 7명의 마법소녀는 "레인보우"의 칭호가 주어진다. 대체로 모든 마법을 습득하는 경향이 있다.
평화의 유지와 올바른 마법의 운용을 목적으로 활동하고 있다. 마법의 사적 이용도 단속 대상이지만 그 대상이 '현재 포르사리아의 마법 술식'이기 때문에 사쿠라바 하루미와 엔사이클로피디어의 마법은 제외된다.
다크니스 레인보우(ダークネスレインボゥ)
포르사리아에서 암약하는 악의 마술 결사 또는 7명의 간부 마법소녀를 가리키는 말. 특정 분야의 마법을 집중해서 습득하는 경향이 있다.
마법으로 자신들이 원하는 미래를 만드는 것을 목적으로 활동하고 있다.
엔젤 헤일로(エンジェルハイロゥ)
나나에게 물려받은 니지노 유리카의 지팡이. 모든 마법 계통의 시전 속도와 위력을 향상시키는 효과가 있다.
트와일라잇 윙(トワイライトウィング)
마야에게 물려받은 아이카 마키의 지팡이. 정신 조작계 마법의 시전 속도와 위력을 향상시키는 효과가 있다.
침략자 소녀들과의 싸움에서 몰린 마키가 기억 소거 마법을 사용하기 위해 파괴했다.
나이트 워커(ナイトウォーカー)
트와일라잇 윙으로 변하는 마키의 지팡이. 정신 조작계의 마법의 시전 속도와 위력을 향상시키는 효과가 있다.
또한 대검으로 변화시키는 것도 가능하다.
엔사이클로피디어(エンサイクロペディア)
청기사 전설에 등장하는 마법사 글레바나스의 지팡이. 포르사리아에서의 등급은 아티팩트(제조법을 잃어버린 초고급 마법 도구)급의 마력을 가진다.
사용자의 마력에 의지하지 않고 수많은 마법을 발동시킬 수 있지만, 하나 하나의 위력은 약하다. 마력이 없는 사람도 약하지만 마법사가 될 수 있다.
실제로 마법사와 싸우기 위해 만들어진 지팡이다. 예비 동작 없이 마법을 쓸 수 있어서 생각지도 못한 순간 기습할 수 있다.
마법소녀 의상(魔法少女の衣装)
마법 지팡이와 마찬가지로 마법의 시전 속도와 위력을 향상시키는 효과가 있다.
협력자(協力者)
포르사리아 마법사가 일본에서 활동할 때에 도움을 주는 사람.
10년 전에는 히가시혼간 사나에 어머니인 카나에가, 1년 전에는 니지노 유리카가 나나의 협력자였다.

### 지저 관련 용어
대지의 백성(大地の民)
1000년 전에 광산 개발을 위해 지상에서 쫓겨나서 지저로 간 사람들로, 독자적인 문명을 쌓아왔다.
지상보다 뛰어난 과학 기술을 가지고 있지만 포르트제에는 못 미친다. 그러나 포르트제에서 잃어버린 영자 기술을 가지고 있다.
대지의 백성의 신화에 의하면 원래 큰 죄를 저질러서 고향에서 쫒겨난 죄인으로, 고대 일본에 표류했다.
제단(祭壇)
대지의 백성의 조상의 영혼을 모시는 제단.
키리하가 코로나장 106호실을 점유하고 건설하려고 하고 있다.
제단을 건설하면 영자 에너지를 효율적으로 모을 수 있게 되고 이를 바탕으로 영자 무기를 대량 생산할 예정이었다.
영자무기(霊子兵器)
카라마 · 코라마 등 영자를 에너지로 사용하는 병기.
온건파(穏健派)
키리하가 속한 파벌로 대지의 백성이 주류이며, 유화적인 침략 활동을 하고 있다.
지상인에게 알려지지 않도록 거처를 옮기고 언젠가 지상인과 동화하여 사라지는 것을 목적으로 하고 있다.
급진파(急進派)
타유마가 속한 파벌로 온건파에 반발하고 무력에 의한 침략 활동을 주장하고 있다.
영자 무기를 비롯한 뛰어난 기술력을 가지고 지상을 무력 침공하는 것을 목적으로 하고 있으며 실패했지만 숙원이라고 생각하고 있다.
해체파(解体派)
적극적으로 대지의 백성을 해체할 것을 주장하는 파벌.
온건파, 급진파의 양파에서 반대하고 자신들만 이주하기로 결정했다. 그리고 제2차 세계 대전의 영향으로 혼란스러운 지상에 섞여 지상인으로서의 삶을 시작한다.
급진파로부터 자신들을 보호하기 위해 정부와 접촉해서 기술의 제공과 지상 침략을 기도하는 존재가 있음을 알려주었다. 그 기술과 정보로 선 레인저가 탄생하게 되었다.
어스 드래곤(アースドラゴン)
급진파가 개발한 지진 병기. 마야가 제공한 마법 기술과 에우렉시스가 제공한 포르트제 과학 기술로 완성했다. 지맥을 자극함으로써 진도 7이상의 큰 지진을 광범위하게 발생시킬 수 있다.
대지의 백성의 고향을 파괴함으로써 온건파를 억지로 싸움에 말려 들게 할 목적으로 개발되었다.
공장에서 입수한 설계도와 티아가 얻은 지구 드래곤의 위치를 바탕으로 클라리오서 다오라 포르트제가 포격 지점을 산출해 우주 공간에서 발사된 청기사의 주포로 변환기를 파괴되었다.
오오히메(オオヒメ)
① 대지의 백성의 신화에 나오는 창세기의 여신.
② 카라마와 코라마의 무게 전투 모듈로 필요한 영력을 확보하지 못하고 미완성 상태였다. 키리하의 제안으로 사나에가 영력을 주입함으로써 그 문제를 해결했다.
잃어버린 일곱 부족(失われた七つの部族)
대지의 백성의 신화에 나오는 전설의 부족.
마구스 후안(マグス＝ファン)
대지의 백성의 조상의 지도자.
무력을 가지고 세계 패권을 주창했기 때문에 언급이 금지되고 있다.

### 포르트제 관련 용어
신성 포르트제 은하 황국(神聖フォルトーゼ銀河皇国)
태양계에서 1000만 광년 떨어진 성계에 있는 나라. 1000년 전 우주에 진출하여 그 세력을 확대하고 있다.
과학 기술이 발달했지만, 영자와 마법 관련 기술은 없다. 150년 전 중력과 관성의 제어에 성공했다.
포르트제 황가(フォルトーゼ皇家)
포르트제 황족들의 생가. 여럿 존재하지만, 작품에 등장하는 것은 마스티르와 슈와이거뿐이다.
포르트제 황족(フォルトーゼ皇族)
포르트제 황실에 태어나면 기념으로 보검이 제작된다.
문무 양도가 권장되며 16세 이전에 고등대학원에서 1개의 연구를 끝 마치는 것이 오랜 관습이다. 16세가 되면 시련을 부과하고 그것을 달성하면 황위 계승권을 얻는다.
일반적으로 '이름' '칭호' 포르트제로 자칭한다. 풀네임은 '이름' '칭호' 생가' '다른 이름(머리 색)' '다른 이름' 포르트제가 된다. '티어밀리스 그레 마스티르 사그라다 본 포르트제'의 경우 '마스티루 가 출신의 황금빛 꽃, 포르트제의 일곱 번째 공주 티어밀리스'라는 뜻이 된다.
다나(ダーナ)
엘파리아 다나 포르트제의 세컨드 네임. 포르트제 황제를 나타내는 칭호.
쿠어(クーア)
알라이아 쿠어 포르트제의 세컨드 네임. 첫째 황녀를 나타내는 칭호.
다오라(ダオラ)
클라리오서 다오라 슈와이거 메르츠펜 포어 포르트제의 세컨드 네임. 둘째 공주를 나타내는 칭호.
그레(グレ)
티아의 세컨드 네임. 일곱째 공주를 나타내는 칭호.
나이(ナイ)
루스카니아 나이 파르돔시하의 세컨드 네임. 수호 기사를 나타내는 칭호.
파트라(ファトラ)
레이오스 파트라 벨트리온의 세컨드 네임. 청기사를 나타내는 칭호. 알라이아가 기사의 최고위 칭호로 결정했다.
보검(宝剣)
포르트제 황족이 태어날 때 기념으로 제작된다.
이름은 황족의 별명에서 따오며 무늬는 그 황족의 문장이 새겨져 있다.
작중에 등장한 것은 티아의 사그라틴뿐이지만, 클라리오서도 비슷한 보검을 가지고 있다.
마스티르(マスティル)
티아의 생가. 알라이아와 샤를의 생가이기도 하다. 2000년 이상 지속된 포르트제에서 가장 오래된 곳이며 슈와이 와 사이가 나쁘다.
슈와이거(シュワイガ)
클란의 생가. 청기사 전설 후 생긴 가문. 과학 기술이 발달되어 있다. 마스티루와 사이가 나쁘다.
파르돔시하(パルドムシーハ)
루스카니아의 생가. 2000년 이상 이어진 기사 가문으로 그 충성심은 매우 높다. 마스티루와의 관계가 강하다. 쿠데타가 발생했을 때는 티아와 엘파리아를 빠져나가게 하기 위해 분투했다.
웬라인커(メルケムハウン)
파르돔시하와 마찬가지로 2000년 이상 이어진 기사 가문으로 그 충성심은 매우 높다. 쿠데타가 발생했을 때는 티아와 엘파리아를 빠져나가게 하기 위해 분투했다.
보란남(ボランナム)
에우렉시스의 가문. 과학 · 산업에 강한 종합 기업 드래곤 나이트 인더스트리를 운영하고 있다.
사토미 기사단(サトミ騎士団)
단칸방을 영토로 하는 기사단.
기사단장은 코타로, 부단장은 루스, 회계는 마키. 입단 예정인 하루미가 비서, 사나에는 가사 도우미를 희망하고 있으며, 과반수가 비전투원인 기사단이다.
청기사(青騎士)
① 포르트제 전설의 기사.
② 티아의 전용함. 황제의 배인 만큼 기본적인 성능은 높지만, 사람 모양을 하고 있기 때문에, 다른 황족 전용함에 비해 성능이 떨어진다. 엘파리아가 만들었으며, 코타로가 조종, 티아가 공격 조작, 루스가 보조를 했을 때 진가를 발휘한다. 엘파이라는 '코타로를 놓치지 않기 위한 사슬'이라고 말했다.
머뉴버 슈트(マニューバースーツ)
티아의 전용함인 청기사를 움직이기 위한 슈트. 슈트의 움직임과 우주선의 움직임을 연동시켜 청기사의 조종이 가능하게 되어 있다. 우주에서의 활동도 가능하다.
클란의 저격으로 왼쪽 장갑이 파괴되었지만 클란에 의해 키리하의 장갑이 내장되었다.
오보루츠키(朧月)
클란 전용함. 클란이 발명한 장비가 탑재되어 있기 때문에 스텔스 성능 등은 높지만, 전투 능력은 다른 황족 전용함에 비해 떨어진다.
요람(揺り籠)
오보루츠키에 탑재되는 소형 우주선. 연구 시설로는 충분하지만 클란의 무기 개발 시설로는 다소 부족하다.
시그날틴(シグナルティン)
청기사 전설에 나오는 전설의 마법의 검. 포르트제 황실의 보물. 가진 자에게 불로불사의 힘을 주는 것으로 알려져 있다.
그 힘을 우려한 포르트제 황실에 의해 봉인되어 있으며, 해제할 수 있는 건 포르트제 황족뿐이다.
봉인을 푼 사람의 이름이 주는 게 관례로 되어있으며, 청기사 전설에서는 알라이아의 이름에서 시그날틴(백은의 칼)의 이름을 부여했다. 또한 봉인 해제 시에 바쳐진 생명이 많을수록 힘을 발휘한다.
너무 강한 힘을 가지고 있기 때문에 진가를 발휘하려면 검을 휘두르는 기사와 마력을 조정하는 마법사 두 사람을 필요로 한다.
사그라틴(サグラティン)
티아가 출생시에 제작된 보검. 황금 검을 뜻한다.
클랜을 격퇴했을 때 코타로에게 하사되었다. 오랫동안 코타로가 사용하고 있었기 때문에, 영력의 거리가 점점 나아지고 있다.
초시공반발탄(超時空反発弾)
클란의 비장의 무기이며, 시공 기술을 사용하여 만들어진 신종 폭탄. 2발이 제작되었다.
문화제에서 패했을 때 사용하려고 했지만, 유리카의 우연한 사고로 사용하지 못한다. 두 번째 전투 시 사용했지만 발사 전에 코타로에게 잘렸기 때문에 코타로와 클란을 끌어들인다. 결과적으로 코타로와 클란을 2000년 전 포르트제에 타임 슬립 시키게 된다.
나머지 1발은 2000년 전 포르트제에서 바이러스를 퍼뜨리려는 막스판에게 사용되고 포르사리아 및 대지의 백성의 출신에 영향을 주었다고 생각된다.
워로드(ウォーロード)
DKI가 개발한 최신 병기. 유인기이며, 크기는 5미터 정도로 포르트제의 기동 병기로는 작은 부류에 들어간다.
왼손에 총, 오른손에 대형 도끼, 왼쪽 어깨에 미사일, 오른쪽 어깨에 대구경 빔포를 장비하고 있다.
라운드 테이블 시스템이 탑재되어 있으며, 모터 나이트와 협력 시 진가를 발휘한다.
모터 나이트(モーターナイト)
DKI가 개발한 최신 병기.
신장이나 체격은 성인과 같은 크기의 무인 병기로 인간의 무기 · 방어구를 사용할 수 있기 때문에 운용은 매우 간단하다.
여러 개를 소지하고 있는 인간은 최대 크기의 소형 화기로 공격한다. 또한 무인 병기이기 때문에 피해를 신경 쓰지 않고 돌격시킬 수도 있다. 강한 상대와 싸울 때는 고속 통신 네트워크를 사용하여 완벽한 연계로 공격한다.
라운드 테이블 시스템(ラウンドテーブルシステム)
DKI가 개발한 무인 항공기용 신형 컴퓨터 시스템.
'적의 배리어를 무효화하기 위한 여러 군인에 의한 완전한 동시 공격'을 목적으로 개발되었다.
파워 어시스트 필드(パワーアシストフィールド)
클란의 발명품. 약어는 PAF. 클란과 티아가 호위를 위해 사용하고 있으며, 개인 배리어 기술을 사용하여 몸이 약한 하루미를 위해 개발되었다.
몸 전체를 약한 배리어로 덮고 동작에 맞게 배리어를 실시간으로 변형시킴으로써 움직임을 지원한다. 이는 평소의 몇 배의 힘을 발휘하여 깃털처럼 홀가분하게 행동할 수 있다. 보통의 배리어보다 약하고, 실시간으로 지원하고 있기 때문에 반응도 둔하지만, 벨트에 장착되는 만큼 작고, 하루 종일 사용해도 에너지가 부족하지 않다.
코타로의 제안으로 몸이 약한 사람을 위해 실용화하여 포르트제에서 판매될 예정이다.
가브 오브 로드(ガーブオブロード)
레전더리 웨폰 시스템 시리즈 01-A, 코타로의 머뉴버 슈트의 추가 장비. 머뉴버 슈트는 고대 갑옷을 모방하고 있기 때문에 대형 발전기를 넣지 못하고 기능에 제한이 있었다. 그것을 해소하기 위해 티아의 "이 몸이 생각한 슈퍼 코타로'를 바탕으로 티아와 루스와 엘파리아가 개발했다.
좌우 어깨의 대형 어깨 장갑, 몸통을 보호하는 정면 장갑, 허리를 보호하는 후면 장갑, 양발을 보호하는 각부 장갑의 6가지로 나뉘며, 어깨 장갑과 후면 장갑에 장식 망토를 가진 있다. 오른쪽 어깨에는 무장이 내장되어 있으며, 상황에 맞는 최적의 무장을 선택하여 자동으로 공격한다. 왼쪽 어깨에는 대형 배리어 발생 장치가 내장되어 있으며, 후면 장갑에 내장되어 있는 대형 발전기에서 에너지 공급을 받고 있다.
등록 인증 시 "황제가 된다" "황제가 되지 않는다"의 선택지가 있다.
컴뱃 드레스(コンバットドレス)
레전더리 웨폰 시스템 시리즈 02, 티아의 장비. 무기를 호출하여 싸우지만 그 자리에서 이동하기 어려운 티아의 약점을 해소하기 위해 개발되었다.
티아의 몸을 반쯤 덮는 기계 장치로, 뒷면에는 비행 장치가 있으며 곳곳에는 하드 포인트가 있다. 호출한 무기를 하드 포인트에 연결하여 여러 무기를 동시에 사용하고, 그 상태에서 높은 기동성을 유지할 수 있다.

## 단행본
| 일본 | 제목                                      | 부제목                    | 초판발행일       | ISBN                   |
| ---- | ----------------------------------------- | ------------------------- | ---------------- | ---------------------- |
| 1    | 六畳間の侵略者!?                          |                           | 2009년 3월 1일   | ISBN 978-4-89425-833-4 |
| 2    | 六畳間の侵略者!? 2                        |                           | 2009년 7월 1일   | ISBN 978-4-89425-900-3 |
| 3    | 六畳間の侵略者!? 3                        |                           | 2009년 11월 1일  | ISBN 978-4-89425-956-0 |
| 4    | 六畳間の侵略者!? 4                        |                           | 2010년 3월 1일   | ISBN 978-4-7986-0007-9 |
| 5    | 六畳間の侵略者!? 5                        |                           | 2010년 6월 1일   | ISBN 978-4-7986-0067-3 |
| 6    | 六畳間の侵略者!? 6                        |                           | 2010년 10월 1일  | ISBN 978-4-7986-0123-6 |
| 7    | 六畳間の侵略者!? 7                        |                           | 2011년 1월 14일  | ISBN 978-4-7986-0181-6 |
| 7.5  | 六畳間の侵略者!? 7.5                      | 白銀の姫と青き騎士 第一章 | 2011년 5월 1일   | ISBN 978-4-7986-0224-0 |
| 8    | 六畳間の侵略者!? 8                        |                           | 2011년 8월 1일   | ISBN 978-4-7986-0263-9 |
| 8.5  | 六畳間の侵略者!? 8.5                      | 白銀の姫と青き騎士 第二章 | 2011년 11월 1일  | ISBN 978-4-7986-0307-0 |
| 9    | 六畳間の侵略者!? 9                        |                           | 2012년 3월 1일   | ISBN 978-4-7986-0355-1 |
| 10   | 六畳間の侵略者!? 10                       |                           | 2012년 6월 1일   | ISBN 978-4-7986-0411-4 |
| 11   | 六畳間の侵略者!? 11                       |                           | 2012년 10월 1일  | ISBN 978-4-7986-0474-9 |
| 12   | 六畳間の侵略者!? 12                       |                           | 2013년 2월 1일   | ISBN 978-4-7986-0537-1 |
| 13   | 六畳間の侵略者!? 13                       |                           | 2013년 5월 1일   | ISBN 978-4-7986-0598-2 |
| 14   | 六畳間の侵略者!? 14                       |                           | 2013년 9월 1일   | ISBN 978-4-7986-0665-1 |
| 15   | 六畳間の侵略者!? 15                       |                           | 2014년 3월 1일   | ISBN 978-4-7986-0764-1 |
| 16   | 六畳間の侵略者!? 16                       |                           | 2014년 7월 1일   | ISBN 978-4-7986-0836-5 |
| 17   | 六畳間の侵略者!? 17【통상판】             |                           | 2014년 10월 1일  | ISBN 978-4-7986-0893-8 |
| 17   | 六畳間の侵略者!? 17【드라마 CD 특장판】   |                           | 2014년 10월 1일  | ISBN 978-4-7986-0898-3 |
| 18   | 六畳間の侵略者!? 18【통상판】             |                           | 2015년 1월 31일  | ISBN 978-4-7986-0955-3 |
| 18   | 六畳間の侵略者!? 18【드라마 CD 특장판】   |                           | 2015년 1월 31일  | ISBN 978-4-7986-0924-9 |
| 19   | 六畳間の侵略者!? 19                       |                           | 2015년 5월 29일  | ISBN 978-4-7986-1026-9 |
| 20   | 六畳間の侵略者!? 20【통상판】             |                           | 2015년 9월 1일   | ISBN 978-4-7986-1071-9 |
| 20   | 六畳間の侵略者!? 20【드라마 CD 특장판】   |                           | 2015년 9월 1일   | ISBN 978-4-7986-1059-7 |
| 21   | 六畳間の侵略者!? 21【통상판】             |                           | 2016년 1월 1일   | ISBN 978-4-7986-1151-8 |
| 21   | 六畳間の侵略者!? 21【드라마 CD 특장판】   |                           | 2016년 1월 1일   | ISBN 978-4-7986-1059-7 |
| 22   | 六畳間の侵略者!? 22                       |                           | 2016년 4월 30일  | ISBN 978-4-7986-1223-2 |
| 23   | 六畳間の侵略者!? 23                       |                           | 2016년 8월 1일   | ISBN 978-4-7986-1268-3 |
| 24   | 六畳間の侵略者!? 24                       |                           | 2016년 11월 1일  | ISBN 978-4-7986-1324-6 |
| 25   | 六畳間の侵略者!? 25                       |                           | 2017년 2월 28일  | ISBN 978-4-7986-1394-9 |
| 26   | 六畳間の侵略者!? 26                       |                           | 2017년 6월 30일  | ISBN 978-4-7986-1477-9 |
| 27   | 六畳間の侵略者!? 27                       |                           | 2017년 11월 1일  | ISBN 978-4-7986-1563-9 |
| 28   | 六畳間の侵略者!? 28                       |                           | 2018년 3월 1일   | ISBN 978-4-7986-1640-7 |
| 29   | 六畳間の侵略者!? 29                       |                           | 2018년 6월 29일  | ISBN 978-4-7986-1724-4 |
| 30   | 六畳間の侵略者!? 30                       |                           | 2018년 11월 1일  | ISBN 978-4-7986-1801-2 |
| 31   | 六畳間の侵略者!? 31【通常版】             |                           | 2019년 3월 1일   | ISBN 978-4-7986-1882-1 |
| 31   | 六畳間の侵略者!? 31【ドラマCD付き特装版】 |                           | 2019년 3월 1일   | ISBN 978-4-7986-1871-5 |
| 32   | 六畳間の侵略者!? 32                       |                           | 2019년 7월 1일   | ISBN 978-4-7986-1957-6 |
| 33   | 六畳間の侵略者!? 33【通常版】             |                           | 2019년 11월 1일  | ISBN 978-4-7986-2042-8 |
| 33   | 六畳間の侵略者!? 33【ドラマCD付き特装版】 |                           | 2019년 11월 1일  | ISBN 978-4-7986-2039-8 |
| 34   | 六畳間の侵略者!? 34                       |                           | 2020년 2월 29일  | ISBN 978-4-7986-2140-1 |
| 35   | 六畳間の侵略者!? 35                       |                           | 2020년 7월 1일   | ISBN 978-4-7986-2246-0 |
| 36   | 六畳間の侵略者!? 36                       |                           | 2020년 10월 31일 | ISBN 978-4-7986-2345-0 |
| 37   | 六畳間の侵略者!? 37                       |                           | 2021년 3월 1일   | ISBN 978-4-7986-2435-8 |

| 대한민국 | 제목                  | 발행일           | ISBN                   | 부제목                     |
| -------- | --------------------- | ---------------- | ---------------------- | -------------------------- |
| 1        | 단칸방의 침략자!?     | 2011년 3월 1일   | ISBN 978-89-267-9120-2 |                            |
| 2        | 단칸방의 침략자!? 2   | 2011년 3월 10일  | ISBN 978-89-267-9138-7 |                            |
| 3        | 단칸방의 침략자!? 3   | 2011년 4월 10일  | ISBN 978-89-267-9144-8 |                            |
| 4        | 단칸방의 침략자!? 4   | 2011년 5월 10일  | ISBN 978-89-267-9153-0 |                            |
| 5        | 단칸방의 침략자!? 5   | 2011년 6월10일   | ISBN 978-89-267-9160-8 |                            |
| 6        | 단칸방의 침략자!? 6   | 2011년 8월 10일  | ISBN 978-89-267-9173-8 |                            |
| 7        | 단칸방의 침략자!? 7   | 2011년 10월 10일 | ISBN 978-89-267-9196-7 |                            |
| 7.5      | 단칸방의 침략자!? 7.5 | 2012년 1월 10일  | ISBN 978-89-267-9229-2 | 백은의 공주와 푸른기사 1장 |
| 8        | 단칸방의 침략자!? 8   | 2012년 4월 10일  | ISBN 978-89-267-9254-4 |                            |
| 8.5      | 단칸방의 침략자!? 8.5 | 2012년 6월 10일  | ISBN 978-89-267-9270-4 | 백은의 공주와 푸른기사 2장 |
| 9        | 단칸방의 침략자!? 9   | 2012년 10월 10일 | ISBN 978-89-267-9313-8 |                            |
| 10       | 단칸방의 침략자!? 10  | 2013년 2월 10일  | ISBN 978-89-267-9356-5 |                            |
| 11       | 단칸방의 침략자!? 11  | 2013년 7월 10일  | ISBN 978-89-267-9406-7 |                            |
| 12       | 단칸방의 침략자!? 12  | 2013년 9월 10일  | ISBN 978-89-267-9432-6 |                            |
| 13       | 단칸방의 침략자!? 13  | 2014년 2월 10일  | ISBN 978-89-267-9489-0 |                            |
| 14       | 단칸방의 침략자!? 14  | 2013년 4월 10일  | ISBN 978-89-267-9542-2 |                            |
| 15       | 단칸방의 침략자!? 15  | 2014년 9월 10일  | ISBN 978-89-267-9777-8 |                            |

## 프로모션 무비
- 감독 - 와타나베 신이치
- 캐릭터 디자인・작화 감독 - 야마요시 카즈유키
- 애니메이션 제작 - 실버링크

## 애니메이션
2014년 7월부터 9월까지 방송되었다. 전 12화.

### 스태프
- 원작 시리즈 감수 - 타케하야
- 원작 일러스트 · 캐릭터 원안 - 뽀코
- 감독 - 오오누마 신
- 시리즈 디렉터 - 타마무라 진
- 시리즈 구성- 야스카와 쇼우고
- 캐릭터 디자인 · 총 작화 감독 - 후루카와 히데키
- 미술 감독 - 모리오 마키
- 색채 설계 - 코지마 마키코
- 3D 감독 - 하마무라 토시로
- 촬영 감독- 사토 아츠시
- 편집 - 츠보네 켄타로
- 음향감독 - 모토야마 사토시
- 음악 - 나카니시 료스케
- 음악 제작 - ZERO-A, 업라이츠
- 음악 프로듀서 - 山田公平
- 프로듀서 - 横田正明, 工藤智美, 카네코 하야
- 제작 프로듀서 - 中川二郎
- 준회원 프로듀서 - 岡本恭範, 岡澤俊介, 臼井久人, 林俊安
- 프로듀스 - 젠코
- 제작사 - SILVER LINK
- 제작 - 코로나장 관리조합

### 주제가
오프닝 테마 〈호감 Win-Win 무조건〉
작사 - 中村彼方 / 작곡 - 森慎太郎 / 편곡 - EFFY / 노래 - 하트 ♡ 침략자(오오모리 니치카, 스즈키 에리, 타자와 마스미, 나가나와 마리아)
2화 - 11화
엔딩 테마 〈사랑은 밀크티〉
작사- 中村彼方 / 작곡 - 福廣秀一朗 / 편곡 - 佐藤清喜 / 노래 - petit milady
2화 - 6화, 8화 - 11화

### 방영 목록
| 화수 | 자막                                          | 각본                        | 콘티              | 연출                              | 작화 감독 | 원작 권 |
| ---- | --------------------------------------------- | --------------------------- | ----------------- | --------------------------------- | --- | ------- |
| 01   | 침략 개시!? 侵略開始!?                        | 야스카와 쇼고               | 오오누마 신       | 타마무라 진                       | 혼다 타츠오, 마루야마 슈우지 핫토리 켄지, 하세가와 미치오, 타카하라 네지스키                                                          | 1권     |
| 02   | 새로운 침략!? さらなる侵略!?                  | 야스카와 쇼고               | 후타빈 유우지     | 코바야시 코우스케 타마무라 진(SD) | 키타하라 아키오, 마루야마 슈우지 서순영                                                                                               | 1권     |
| 03   | 약속과 우정 約束と友情                        | 야스카와 쇼고               | 사와이 코우지     | 야바나 카오루 타마무라 진(SD)     | 이이즈미 토시오미, 미즈노 타카히로 사토 아야코, 오가시 코우지, 요시다 하지메                                                          | 2권     |
| 04   | 음모의 해수욕!? 陰謀の海水浴!?                | 이카미 타카요               | 토쿠모토 요시노부 | 토쿠모토 요시노부                 | 사이토 케이코 | 3권     |
| 05   | 소중한 부적 大切なお守り                      | 이카미 타카요               | 오오시타 타케토   | 후쿠타 쥰                         | 이모토 유키, 하기와라 마사토 | 3권     |
| 06   | 문화제와 장수 풍뎅이!? 文化祭とカブトムシ!?   | 시라네 히데키               | 사와이 코우지     | 사와이 코우지 타마무라 진(SD)     | 타케모리 유카, 이이즈미 토시오미 핫토리 켄지, 미즈노 타카히로 후쿠치 카즈히로, 사이토 마사카즈, 혼다 타츠오                           | 4권     |
| 07   | 짐의 기사 わらわの騎士                        | 시라네 히데키               | 사토 미츠토시     | 사토 미츠토시                     | 서순영 키타하라 아키오, 사쿠라이 츠카사, 혼다 타츠오, 후지와라 미키오, 핫토리 켄지, 미마 켄지, 타카하라 네지스키                      | 4권     |
| 08   | 악의 마법소녀 등장!? 悪の魔法少女登場!?       | 시라네 히데키               | 하야시 나오타카   | 야바나 카오루                     | 이이즈미 토시오미, 미즈노 타카히로 | 5권     |
| 09   | 양지와 무지개 陽だまりと虹                    | 시라네 히데키               | 토쿠모토 요시노부 | 토쿠모토 요시노부                 | 사이토 케이코 오히라 타케오(액션) | 5권     |
| 10   | 지저 제국 VS 태양 부대!? 地底帝国VS太陽部隊!? | 야스카와 쇼고               | 후타빈 유우지     | 후쿠타 쥰                         | 이모토 유키, 핫토리 켄지 사노 타카오                                                                                                  | 6권     |
| 11   | 언젠가 그 사람과 ... いつかあの人と…          | 야스카와 쇼고 이카미 타카요 | 사와이 코우지     | 코바야시 코우스케                 | 이이즈미 토시오미, 후지와라 미키오 혼다 타츠오, 오히라 타케오(액션)                                                                   | 6권     |
| 12   | 침략은 순조롭다!? 侵略順調!?                  | 야스카와 쇼고               | 사와이 코우지     | 사와이 코우지                     | 박혜란 우지이에 리에, 무카이가와라 켄, 사쿠라이 츠카사, 오히라 타케오, 키타하라 아키오, 마루야마 슈우지, 핫토리 켄지, 후루카와 히데키 | 7권     |

### 방송
| 방송 지역 | 방송국   | 방송 기간                  | 방송 일시                       | 방송 계열   | 비고 |
| --------- | -------- | -------------------------- | ------------------------------- | ----------- | ---- |
| 도쿄      | TOKYO MX | 2014년 7월 12일 - 9월 27일 | 토요일 1:05 - 1:35(금요일 심야) | 독립 방송국 |      |
| 효고현    | 선 TV    | 2014년 7월 15일 - 9월 30일 | 화요일 0:30 - 1:00(월요일 자정) | 독립 방송국 |      |
| 일본 전역 | AT-X     | 2014년 7월 15일 - 9월 30일 | 화요일 23:00 - 23:30            | CS 방송     |      |
| 일본 전역 | BS11     | 2014년 7월 16일 -          | 수요일 3:00 - 3:30              | BS 방송     |      |

| 방송 지역 | 방송                | 방송 기간         | 방송 일시                         | 방송 계열   | 비고 |
| --------- | ------------------- | ----------------- | --------------------------------- | ----------- | ---- |
| 일본 전역 | 니코니코 동화       | 2014년 7월 15일 - | 화요일 22:30 - 23:00              | 인터넷 방송 |      |
| 일본 전역 | 니코니코 채널       | 2014년 7월 15일 - | 화요일 23:00 갱신                 | 인터넷 방송 |      |
| 일본 전역 | 반다이 채널         | 2014년 7월 22일 - | 화요일 12:00 갱신                 | 인터넷 방송 |      |
| 일본 전역 | d 애니메이션 스토어 | 2014년 7월 22일 - | 화요일 12:00 갱신                 | 인터넷 방송 |      |
| 일본 전역 | 라쿠텐 쇼타임       | 2014년 7월 22일 - | 화요일 12:00 갱신                 | 인터넷 방송 |      |
| 일본 전역 | GyaO!               | 2014년 7월 23일 - | 수요일 0:00 업데이트(화요일 자정) | 인터넷 방송 |      |

### 원작과의 차이점
- 원작에서는 난입한 날짜가 다르지만 하루에 전부 난입한 걸로 변경됐다.

### BD / DVD
| 권 | 발매일           | 수록 화         | 규격 번호  | 규격 번호  |
| 권 | 발매일           | 수록 화         | BD초회판   | DVD초회판  |
| -- | ---------------- | --------------- | ---------- | ---------- |
| 1  | 2014년 9월 24일  | 제1화 - 제2화   | POXS-29901 | POBD-69511 |
| 2  | 2014년 10월 22일 | 제3화 - 제4화   | POXS-29902 | POBD-69512 |
| 3  | 2014년 11월 26일 | 제5화 - 제6화   | POXS-29903 | POBD-69513 |
| 4  | 2014년 12월 24일 | 제7화 - 제8화   | POXS-29904 | POBD-69514 |
| 5  | 2015년 1월 28일  | 제9화 - 제10화  | POXS-29905 | POBD-69515 |
| 6  | 2015년 2월 25일  | 제11화 - 제12화 | POXS-29906 | POBD-69516 |

### 인터넷 방송
텔레비전 방송에 앞서 2014년 4월 30일부터 9월 24일까지 니코니코 생방송에서 'アニメ『六畳間の侵略者!?』ニコ生 超密着型番組!?ぎゅぎゅぎゅ放送!'이 매주 수요일에 배포됐다.
- 출연: 오모리 니치카, 스즈키 에리, 타자와 마스미, 나가나와 마리아
- 사회: ZERO-A의 쿠도